# レオパルト2
レオパルト2（Leopard 2、ドイツ語風の読みで「レオパート ツヴァイ」または「レオパート ツヴォー」）は、ドイツの第3世代主力戦車（MBT）。
1970年代にクラウス-マッファイ社を中心に開発され、1979年にそれまでのレオパルト1に代わる西ドイツ軍の主力戦車として運用が開始された。現在も東西統一後のドイツ軍を始め、ヨーロッパ13カ国、カナダ、チリ、インドネシア、シンガポールなど、ヨーロッパ以外の国々でさまざまなバージョンのレオパルト2が運用されている。一部の運用国は、レオパルト2の設計をライセンスされ、現地生産と国内開発を行っている。
レオパルト2には、大きく分けて2つの開発段階がある。最初のものはレオパルト2A4までの戦車で、砲塔の装甲が垂直方向を向いていることが特徴である。レオパルト2A5以降の第2世代では、砲塔部に楔型追加装甲が装備され、その他の改良も加えられている。全てのレオパルト2の主武装はラインメタル社製の120mm滑腔砲（A5までは44口径・A6以降は55口径）であり、デジタル射撃統制システム、レーザー測距儀、高度な暗視・照準装置とともに運用される。戦車はMTUフリードリヒスハーフェン社製のV12ツインターボディーゼルエンジンを搭載している。
1990年代、レオパルト2はドイツ軍によってコソボでの平和維持活動に使用された。2000年代には、オランダ軍、デンマーク軍、カナダ軍への貢献の一環として、アフガニスタン紛争にレオパルト2を配備した。2010年代には、トルコ軍のレオパルト2がシリアで活躍した。2020年代には、ロシア・ウクライナ戦争においてヨーロッパ諸国からウクライナに供与されたレオパルト2が戦線投入された。

## 開発の経緯
第二次世界大戦後、分断国家となり東ドイツと国境を接することとなったドイツ連邦共和国（西ドイツ）は東西冷戦の最前線となり、ソ連地上軍（陸軍）を中心とするワルシャワ条約機構軍の強力な戦車部隊に対抗する必要があった。西ドイツが戦後初めて開発した戦車であるレオパルト1は1965年に登場したが、その頃からソ連製戦車の進歩に対応するため、120mm滑腔砲を採用した強化版が検討されていた。しかし、これはアメリカ合衆国との次世代戦車「MBT-70」の共同開発プロジェクトを推進するためにキャンセルされた。MBT-70のドイツ版・KPz-70は革新的な設計であったが、既にMBT-70とKPz-70は様々な面で差異が大きく共同開発の意味が半ば失われていたこと、計画よりコストが増加したことから、西ドイツは1969年にプロジェクトから撤退した。
これに遡る1966年、前年に運用開始されたレオパルト1をKPz-70のレベルに性能向上させる金メッキのレオパルトプロジェクトが、ポルシェ社に発注された。この計画は2年で期限満了となる予定だったが、KPz-70開発の先行きに不安が生じており、カイラー（Keiler）計画として発展し継続されることとなった。1969年から翌年にかけて車体をポルシェ社、砲塔をヴェクマン社が担当した2輌の45t級試作車ET01/ET02が製造され、これは後のレオパルト1A3/A4の物に類似した溶接組み中空装甲砲塔と射撃統制装置を搭載していた。同年のKPz-70計画からの撤退により、これらにKPz-70のコンポーネントを組み込む「エーバー（Eber）」案もあったが、実現していない。
1971年、MBT-70/KPz-70計画は正式に中止となり、ドイツ連邦国防省から新型50t級戦車の開発指示が行われた。その名称はレオパルト2と決定され、元のレオパルト戦車はレオパルト1となった。同年17輌の試作車（PT01からPT17）が発注され、翌年から1974年にかけて納入され、逐次試験が行われた。なお、PT01から05、及びPT11、12は通常鋼を用いて作られ、それ以外は量産型同様の防弾鋼で作られている。
14番試作砲塔は、新しい装甲の形状をテストするために改造され、ほぼ垂直のスペースド・アーマー（中空装甲）の採用と、砲塔後部の弾薬格納庫によってレオパルト1よりはるかに大型の箱型砲塔となった。このように、レオパルト2はしばしば言われるようなチョバム・アーマーではなく、当初は中空装甲を採用した。
試作14号車は、ラインメタルの120mm滑腔砲を採用した。アメリカのM1エイブラムスもやがて同じ砲を採用することとなった。その後、2輌の試作車体と3基の試作砲塔が発注された。20番試作砲塔は105mm砲 L7とヒューズ社の射撃管制装置を装備し、19番試作砲塔は同じ射撃管制装置に120mm砲を装備した。
21番試作砲塔はヒューズ社とクルップ社の共同開発の射撃管制装置と120mm砲を装備していた。

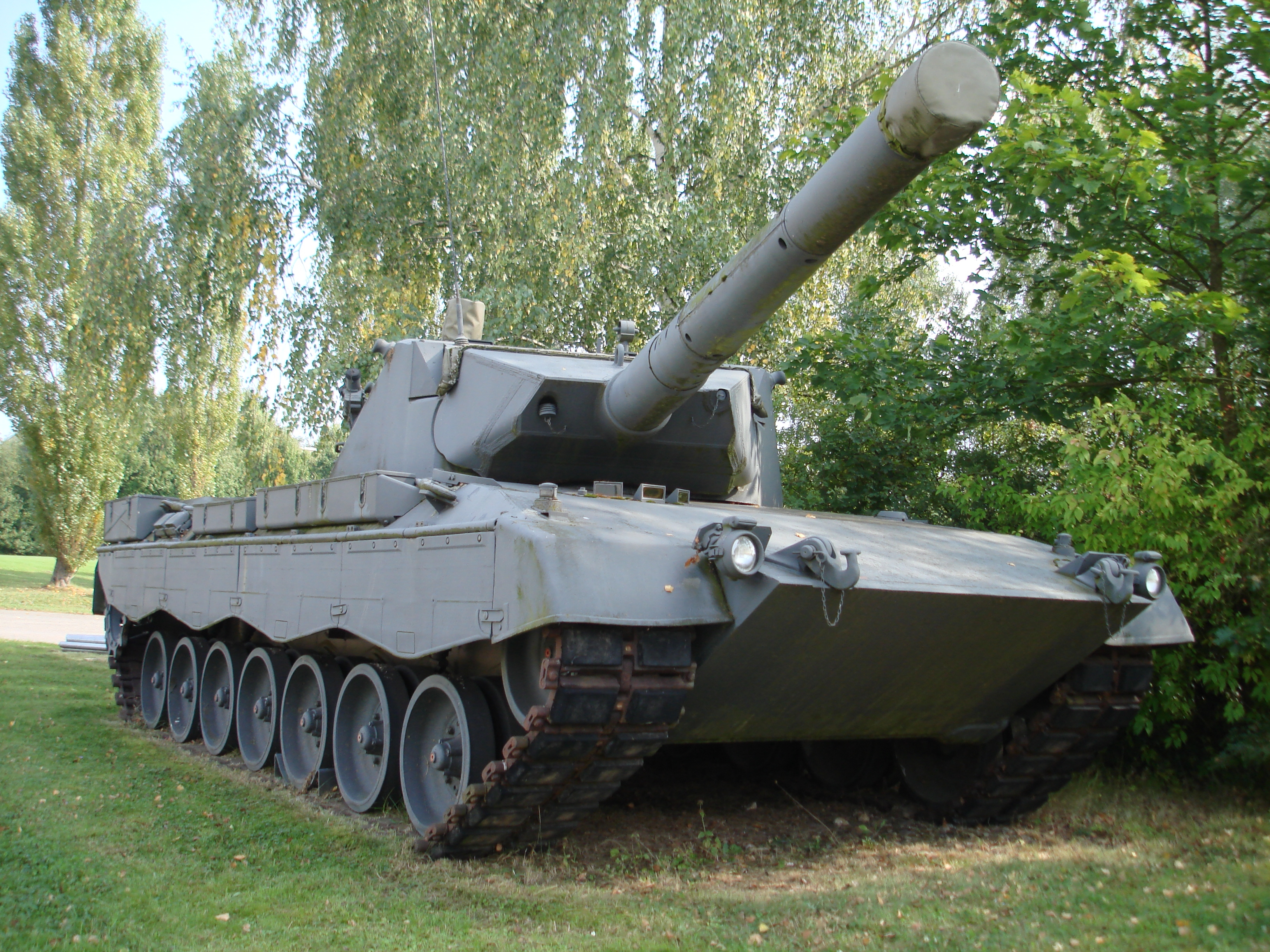
レオパルト2試作車のレオパルト2K（105mm砲搭載型）

1976年夏に19番試作砲塔と車体が、20番の試作車体と装甲防御をテストするための特殊車両と共にアメリカに送られた。この試作車は簡略化された射撃管制装置を装備していたため、レオパルト2AV（簡略化〈austere〉バージョン）と呼ばれた。同年9月1日からレオパルト2とXM1（M1エイブラムスの試作車）との比較テストがアバディーン性能試験場で開始され、同年12月まで続いた。アメリカ陸軍はレオパルト2とXM1は火力と機動力は同等だが、レオパルト2の装甲はより優れていると報告した（砲は同じ105mm砲 L7を装備していたものと思われる）。今日、成形炸薬弾に対してはこの報告は事実であると判明しており、徹甲弾に対してはレオパルト2の装甲はXM1のおよそ2倍の強度を発揮した（XM1の350mm厚相当に対して650mm厚相当）。
レオパルト2の多燃料対応型ディーゼルエンジンは、騒音は大きかったが発熱量は少なく、より信頼性が高く、燃費も良かった。20番の試作車体は砲塔の代わりにダミーウェイトを取り付けられて試験された。比較テストを終了した車体は全てドイツに送り返されたが、19番の試作砲塔のみ残されて7番の試作車体と組み合わされると共に、ラインメタル120mm砲に換装された。3月までのテストでこの砲はM1エイブラムスの初期型が搭載していた105mm砲 L7よりはるかに優れていると判明し、引き続いて行われたNATO軍の戦車射撃競技会でも同じ結果が確認された。

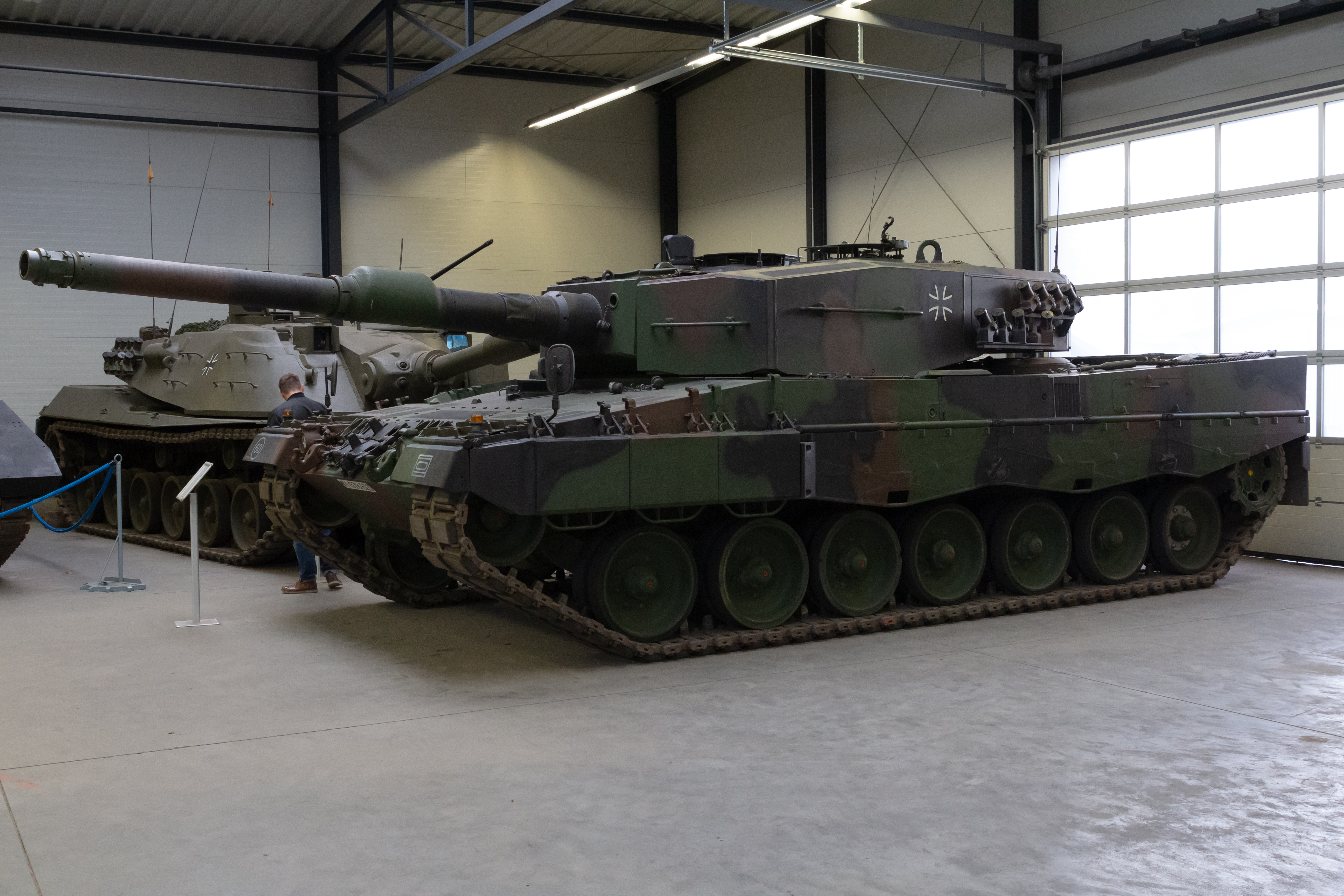
最初の量産型（最終タイプ）レオパルト2A4

1977年1月にドイツは3輌の車体と2基の砲塔からなる量産試作車を発注したが、これらは車体前面により強化された装甲を装備していた。競争入札の結果、クラウス＝マッファイが生産システム管理を行う主契約社、MaKが副契約社となった。そして1,800輌のレオパルト2が発注され、5つの量産バッチに分けて製造された。最初のバッチは1979年10月25日に納入された。

### 改修による強化
1980年代後半、KWS（Kampfwertsteigerung=戦闘能力強化）という改良計画が立案された。
計画は三段階あり、
1. KWS Iは、既存の44口径120mm滑腔砲を55口径120mm滑腔砲に換装し攻撃力の強化を目的とする。
2. KWS IIは、隔壁装甲（Schottpanzerung）あるいは楔装甲（Keilpanzerung）と呼ばれる楔形の空間装甲板を砲塔前面の左右と砲塔側面前部の左右の計4箇所に取り付け（砲塔側面前部の左右に取り付けられた隔壁装甲は、外側に90度以上可動である。これは側面の出っ張りがエンジンを着脱する際に障害になるためである）、更に全周旋回可能な車長用熱線暗視サイトを砲塔上に増設し、防御力と索敵能力の向上を目的とする。
3. KWS IIIは、主砲に140mm滑腔砲を採用するかを決める試験的なものである。

開発の末、先行して実用化されたKWS II改良を行った車両はレオパルト2A5となり、レオパルト2A5にKWS I改良を行った車両がレオパルト2A6となった。KWS IIIだが、実際にレオパルト2のプロトタイプ車両にラインメタル社製140mm滑腔砲（NPzK-140）を搭載した試験車両が作られ実験が行われたが採用されなかった（スイス陸軍でも国産140mm滑腔砲をPz 87 Leo（レオパルト2A4）に搭載し実射試験などを行ったという）。
A4までの車両の砲塔正面装甲が垂直面で構成されていたため、避弾経始上の欠陥と揶揄されたが、特殊砲弾技術が発展した今日において主に使用されている戦車砲弾のAPFSDSは、装甲を傾斜させても跳弾しないため避弾経始は過去のものとなったと言える。ちなみにA4までと同様に垂直面を多用した外観を持つ複合装甲の車両には、日本の陸上自衛隊が保有する90式戦車がある。
A5以降の改良型には隔壁装甲あるいは楔装甲と呼ばれる楔形の空間装甲が追加されており、防御効果について軍事評論家から諸説が唱えられているものの、真相は不明である。
A5とA6の違いは、44口径120mm滑腔砲から55口径120mm滑腔砲に換装した事による砲身長の延長である。約1.3メートル長くなった事で砲弾の初速が向上し、有効射程が向上した。また、同時に薬室も強化されてより強力な弾薬の使用が可能になっているが、命中精度と砲身寿命は若干低下したとも伝えられている。ドイツ陸軍のA5は全てA6に改良する予定であるという。A6およびA6の改良型はオランダ陸軍、ギリシャ陸軍、スペイン陸軍も導入している。
A5およびA6への改良により戦闘能力が強化された事は間違いないと考えられるが、重量増加に伴い機動性や航続距離が低下した。また、55口径120mm滑腔砲に換装したA6では、長砲身の扱いに慣れていない頃は森林や市街地での取り回しの悪さが問題視されて当初の評判はあまり芳しくなかった。
1990年代に入り従来のMTU MB 873に替わり、新型のMTU MT 883を搭載したユーロパワーパックが開発された。これは、新規生産車両だけでなく、改修により既存のレオパルト2への換装も可能となっている。

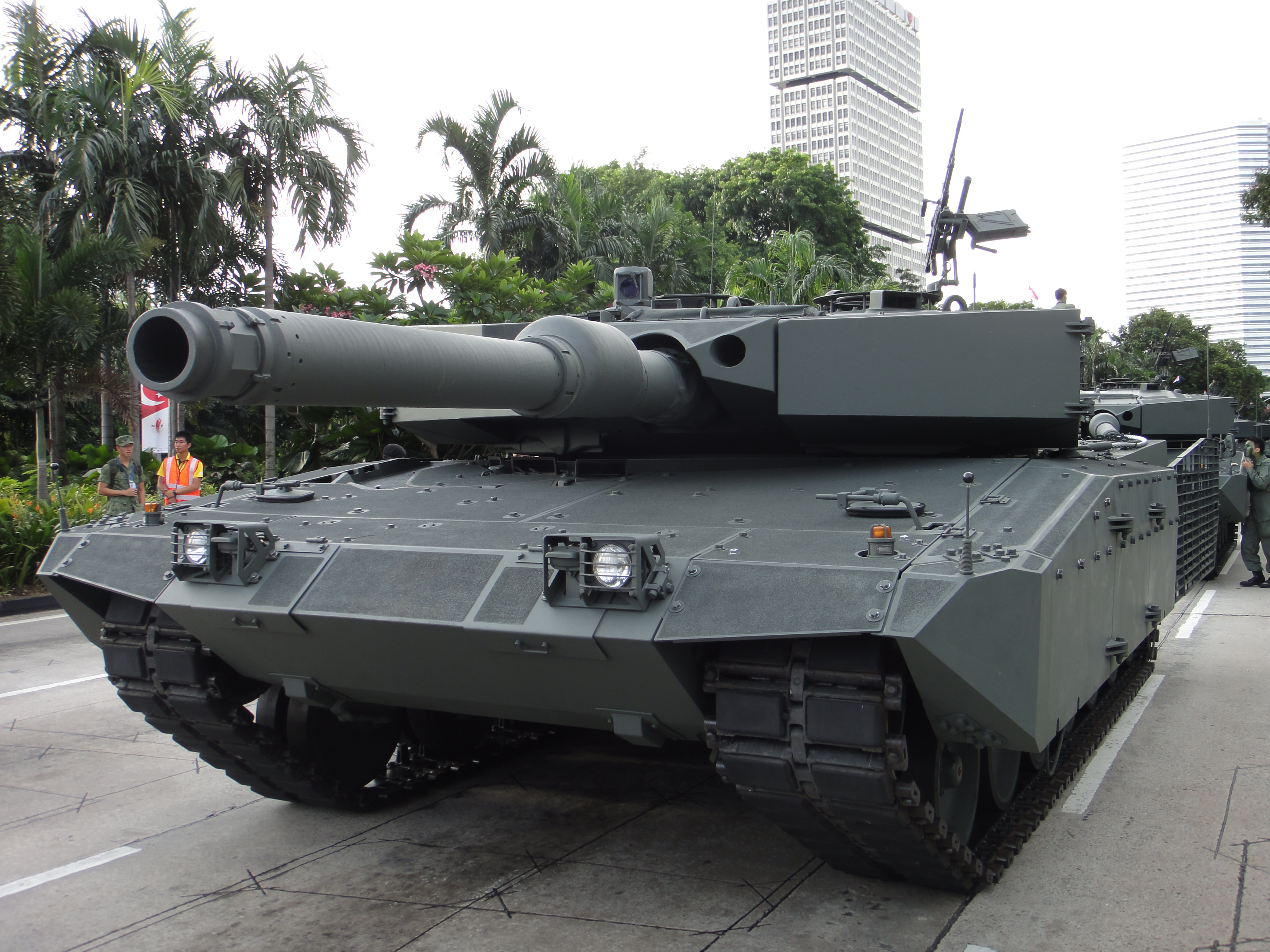
AMAPを装備したシンガポール軍のレオパルト2SG

2000年代には輸出向けにIBD社が開発した追加装甲パッケージAMAP(Advanced Modular Armour Protection)をA4に導入したレオパルト2A4エボリューションが発表された。AMAPは徹甲弾対策のAMAP-B、成形炸薬弾対策のAMAP-SC、地雷対策のAMAP-MおよびAMAP-IED、砲塔上面用のAMAP-R、装甲の内部剥離を抑える内張りAMAP-Lなどで構成され、これらの装備によって全周囲からのRPG-29に耐えるようになるとされている。ラインメタル社は、これに自社製センサーの導入や空調設備の強化、APUの追加などを加えたレオパルト2レボリューションを開発している。前者はシンガポール軍、後者はインドネシア国軍で採用された他、トルコ陸軍にもAMAPを使用した改修案が提案されている。
スイスではPz 87 Leo WE、ドイツではレオパルト2PSOという、低強度紛争（LIC）などにおける市街戦などに対応するための最新改良型が開発されている事からも、本車がまだまだマイナーチェンジに耐えうるゆとりを残している事がうかがえる。

### 後継車両
2010年代に到り、独仏共同開発による「メイン・グランド・コンバット・システム（MGCS、ユーロMBTやレオパルト3とも）」として後継となる次世代MBT開発が2030年代の配備を目指して始動している。特に2022年ロシアのウクライナ侵攻は、ドイツの「欧州でもはや戦車を使用する戦争は起こらない」という楽観的情勢認識を粉砕し、ポーランドが1500両近いMBT調達を決定したのをはじめ、冷戦後長らく低調だった重戦闘車両の更新・増強がにわかに活発化している。ラインメタルはユーロサトリ2022にて130mm砲を装備する独自ベンチャー開発の「KF51 パンター」を出展した。一方でこれら新戦車についても、車体はレオパルト2がベースになることが見込まれている。

## 比較
|            | A4                               | A5                               | A5                               | A6 / A6M                         | A6 / A6M                         | A6 / A6M                         | PSO               | A7                |
| ---------- | -------------------------------- | -------------------------------- | -------------------------------- | -------------------------------- | -------------------------------- | -------------------------------- | ----------------- | ----------------- |
| 全長       | 9.67m                            | 9.67m                            | 9.67m                            | 9.67m                            | 10.97m                           | 10.97m                           |                   | 10.93 m           |
| 全幅       | 3.74m                            | 3.74m                            | 3.74m                            | 3.74m                            | 3.74m                            | 3.74m                            |                   | 3.74 m            |
| 全高       | 2.99m                            | 2.99m                            | 2.99m                            | 2.99m                            | 3.03m                            | 3.03m                            |                   | 3.03 m            |
| 重量       | 55.15t                           | 59.5t                            | 59.5t                            | 61.7t / 62.5t                    | 61.7t / 62.5t                    | 61.7t / 62.5t                    |                   | 67.0t             |
| 主砲       | 44口径120mm滑腔砲                | 44口径120mm滑腔砲                | 44口径120mm滑腔砲                | 44口径120mm滑腔砲                | 55口径120mm滑腔砲                | 55口径120mm滑腔砲                | 44口径120mm滑腔砲 | 55口径120mm滑腔砲 |
| 最高速度   | 68 km/h（後進時は31 km/h）       | 68 km/h（後進時は31 km/h）       | 68 km/h（後進時は31 km/h）       | 68 km/h（後進時は31 km/h）       | 68 km/h（後進時は31 km/h）       | 68 km/h（後進時は31 km/h）       |                   | 68 km/h           |
| 燃料積載量 | 1,160リットル                    | 1,160リットル                    | 1,160リットル                    | 1,160リットル                    | 1,160リットル                    | 1,160リットル                    |                   |                   |
| 潜水深度   | 1.2m（シュノーケル装備時は4.0m） | 1.2m（シュノーケル装備時は4.0m） | 1.2m（シュノーケル装備時は4.0m） | 1.2m（シュノーケル装備時は4.0m） | 1.2m（シュノーケル装備時は4.0m） | 1.2m（シュノーケル装備時は4.0m） |                   |                   |

|          | ルクレール                        | チャレンジャー2                   | メルカバ Mk 4                                       | 99A式                              |
| -------- | --------------------------------- | --------------------------------- | --------------------------------------------------- | ---------------------------------- |
| 画像     |                                   |                                   |                                                     |                                    |
| 開発形態 | 新規                              | 改修                              | 改修                                                | 改修                               |
| 全長     | 9.87 m                            | 11.55 m                           | 9.04 m                                              | 11 m（推定）                       |
| 全幅     | 3.71 m                            | 3.53 m                            | 3.72 m                                              | 3.70 m（推定）                     |
| 全高     | 2.92 m                            | 3.04 m                            | 2.66 m                                              | 2.35 m（推定）                     |
| 重量     | 約56.5 t                          | 約62.5 t                          | 約65 t                                              | 約55 t（推定）                     |
| 主砲     | 52口径120mm滑腔砲                 | 55口径120mmライフル砲             | 44口径120mm滑腔砲                                   | 50口径125mm滑腔砲                  |
| 副武装   | 12.7mm重機関銃×1 7.62mm機関銃×1   | 7.62mm機関銃×1 7.62mm機関銃×1     | 12.7mm重機関銃×1 7.62mm機銃×2 60mm迫撃砲×1          | 12.7mm重機関銃×1 7.62mm機関銃×1    |
| 装甲     | 複合                              | 複合+爆発反応+増加                | 複合+増加 （外装式モジュール）                      | 複合+爆発反応 （外装式モジュール） |
| エンジン | V型8気筒ディーゼル + ガスタービン | 水冷4サイクル V型12気筒ディーゼル | 液冷4サイクルV型12気筒 ターボチャージド・ディーゼル | 水冷4サイクル V型12気筒ディーゼル  |
| 最大出力 | 1,500 hp/2,500 rpm                | 1,200 hp/2,300 rpm                | 1,500 hp                                            | 1,500 hp/2,450 rpm                 |
| 最高速度 | 72 km/h                           | 59 km/h                           | 64 km/h                                             | 80 km/h                            |
| 乗員数   | 3名                               | 4名                               | 4名                                                 | 3名                                |
| 装填方式 | 自動                              | 手動                              | 手動                                                | 自動                               |
| C4I      | SIT                               | BGBMS                             | BMS                                                 | 搭載（名称不明）                   |

|          | 10式                             | K2                                                  | T-90                                                | M1A2 SEPV2                            | レオパルト2A7                                       |
| -------- | -------------------------------- | --------------------------------------------------- | --------------------------------------------------- | ------------------------------------- | --------------------------------------------------- |
| 画像     |                                  |                                                     |                                                     |                                       |                                                     |
| 開発形態 | 新規                             | 新規                                                | 新規                                                | 改修                                  | 改修                                                |
| 全長     | 9.42 m                           | 10.8 m                                              | 9.53 m                                              | 9.83 m                                | 10.93 m                                             |
| 全幅     | 3.24 m                           | 3.60 m                                              | 3.78 m                                              | 3.66 m                                | 3.74 m                                              |
| 全高     | 2.30 m                           | 2.40 m                                              | 2.23 m                                              | 2.37 m                                | 3.03 m                                              |
| 重量     | 約44 t                           | 約55 t                                              | 約46.5 t                                            | 約63.28 t                             | 約67 t                                              |
| 主砲     | 44口径120mm滑腔砲                | 55口径120mm滑腔砲                                   | 55口径125mm滑腔砲                                   | 44口径120mm滑腔砲                     | 55口径120mm滑腔砲                                   |
| 副武装   | 12.7mm重機関銃×1 7.62mm機関銃×1  | 12.7mm重機関銃×1 7.62mm機銃×1                       | 12.7mm重機関銃×1 7.62mm機関銃×1                     | 12.7mm重機関銃×1 7.62mm機関銃×1 RWS×1 | 7.62mm機関銃×2                                      |
| 装甲     | 複合+増加 （外装式モジュール）   | 複合+爆発反応 （モジュール式）                      | 複合+爆発反応+ケージ （外装式モジュール）           | 複合+増加                             | 複合+増加                                           |
| エンジン | 水冷4サイクル V型8気筒ディーゼル | 液冷4サイクルV型12気筒 ターボチャージド・ディーゼル | 液冷4サイクルV型12気筒 ターボチャージド・ディーゼル | ガスタービン                          | 液冷4サイクルV型12気筒 ターボチャージド・ディーゼル |
| 最大出力 | 1,200 ps/2,300 rpm               | 1,500 hp/2,700 rpm                                  | 1,130 hp/2,000 rpm                                  | 1,500 hp/3,000 rpm                    | 1,500 ps/2,600 rpm                                  |
| 最高速度 | 70 km/h                          | 70 km/h                                             | 65 km/h                                             | 67.6 km/h                             | 68 km/h                                             |
| 乗員数   | 3名                              | 3名                                                 | 3名                                                 | 4名                                   | 4名                                                 |
| 装填方式 | 自動                             | 自動                                                | 自動                                                | 手動                                  | 手動                                                |
| C4I      | ReCS・10NW                       | B2CS                                                | カリーナ                                            | FBCB2                                 | IFIS                                                |

## 輸出
1980年代までは輸出は順調ではなかったが、1990年代に入ると冷戦終結に伴う軍縮によりドイツ連邦軍（ドイツ再統一前は西ドイツ軍）が余剰となったレオパルト2を安価に提供したことから輸出が活発化した。今日では欧州向け輸出に広く成功したことから、事実上の欧州標準戦車と呼ばれるまでになっている。主な理由は、以下である。
- 堅実かつ発展性のある設計により使用国独自の改修を施す余地が大きい。
- 要望に応じた仕様変更にも対応する柔軟なサポート態勢。

新車のレオパルト2A5やレオパルト2A6の輸出も行われているが、ドイツ連邦軍が配備する車両とは細部の仕様が異なる。
オランダはM1エイブラムスについて、コストが高いことと120mm砲の装着を拒否されたことから不採用を決定して、1979年3月2日に445輌のレオパルト2を発注した。ドイツ本国に次ぐ保有国であるが、やはり冷戦終結後の軍縮政策によりドイツと同様に発生した余剰車輌の輸出国となっている。

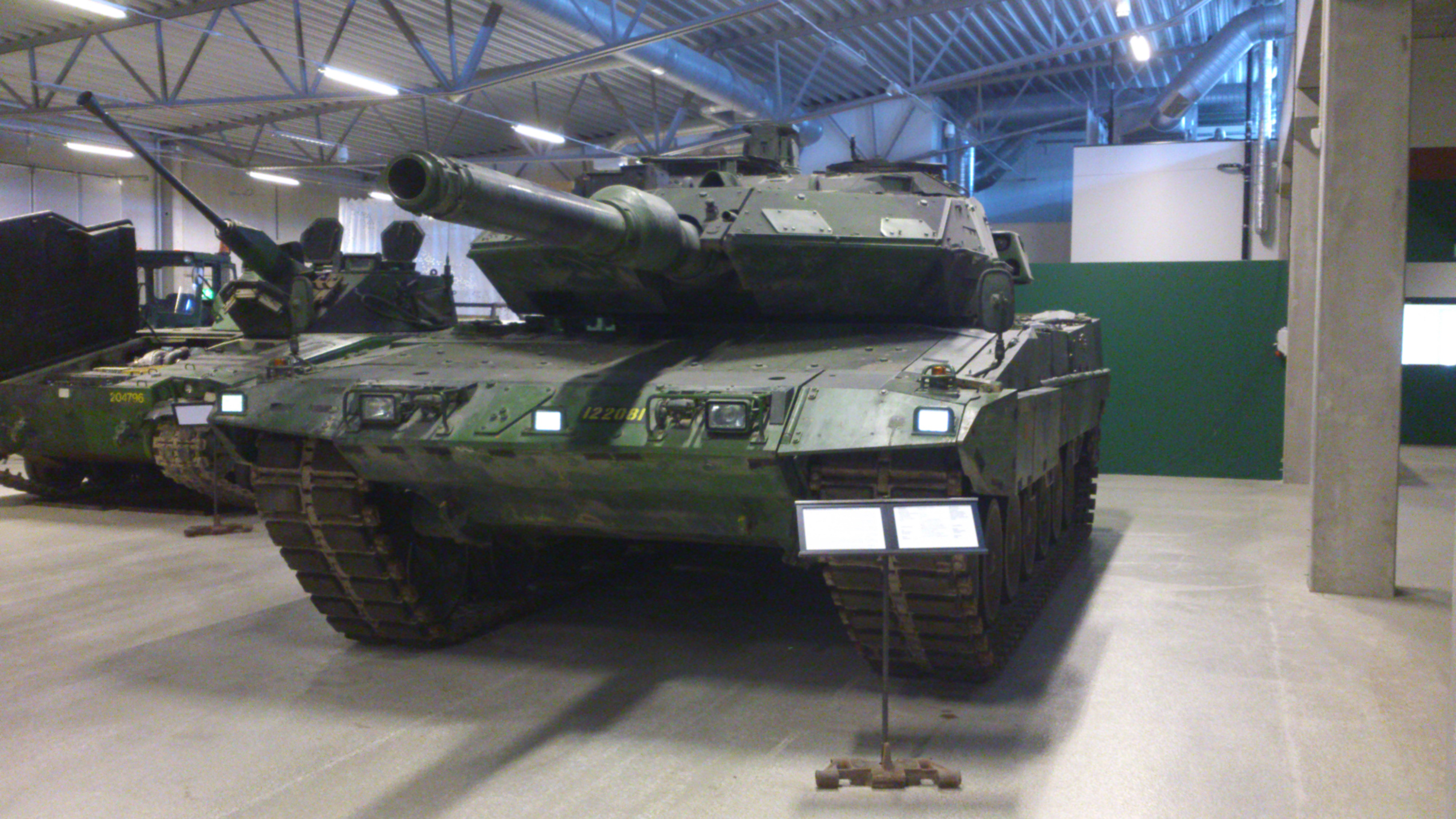
Stridsvagn.122（スウェーデン陸軍）

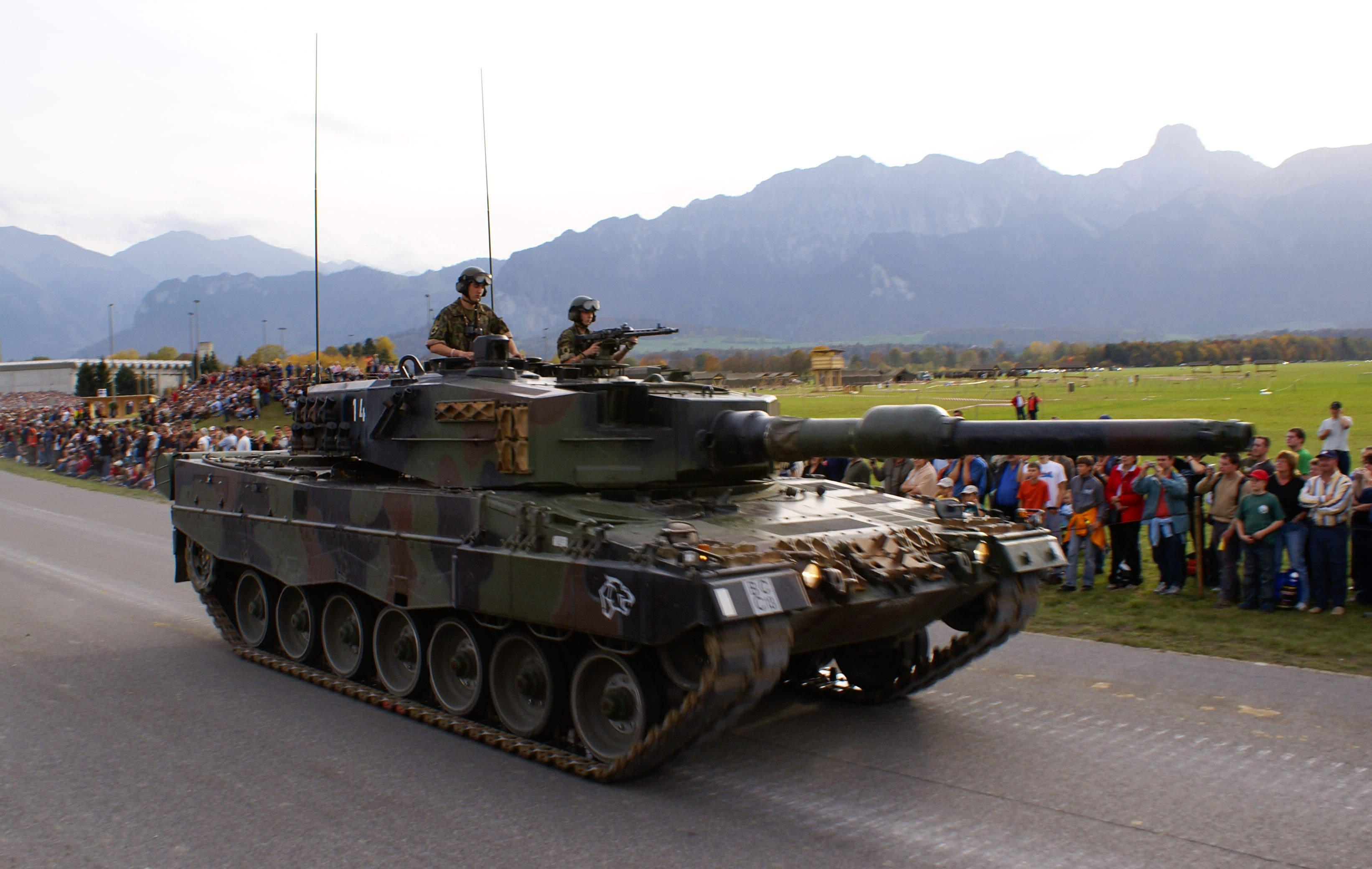
Pz.87（スイス陸軍）

スウェーデン陸軍が1990年代からStridsvagn.103C（Strv.103C）の後継として導入したStridsvagn.122(Strv.122）は、当初の計画ではA5そのものだったが、購入ののちスウェーデンでの運用思想に合わせて独自改良（A5では見送られた車体前面と砲塔上面に装甲を追加、レオパルト2では初のC4IシステムとなるTCCS（Tank Command and Control System)の搭載）を行った結果、重量が62.5トンに達した。このため機動力は犠牲となるが、スウェーデン仕様車はドイツ連邦軍の装備している通常型のA5やA6よりも優れた防御力を有している。現在では同様の改良を施したレオパルト2A6EX相当の仕様車をギリシャ陸軍（A6HEL）、スペイン陸軍（後述）、デンマーク陸軍（A5DK、A5とA6EXの中間的なモデルで追加装甲は車体前面のみ）も装備している。最近ではレオパルト2A6Mと同様の地雷防御改良を施したStrv.122Bという車両が発表されている。なお、Strv.122配備までのつなぎとしてレオパルト2A4もStrv.121の名称でリースしていたが、装甲工兵車に改造するために買い取られた一部を残して現在は全て返還されている。
スイスは1983年8月24日に35輌を発注し、1987年12月には345輌の追加ライセンス生産を始めた。Panzer.87 Leopard（Pz.87 Leo）として配備されており、車体後部に大型のマフラーが取り付けられているのが特徴的である。現在はPz.87 Leo（レオパルト2A4）を基にPanzer 87 Leopard Werterhaltung（Pz.87 Leo WE）と呼ばれる改良型を独自に開発した。隔壁装甲（ショット装甲）とは異なり、APFSDSに対する防御力を持った強固な垂直の増加装甲を砲塔前面および側面に装着しており、砲塔部の防御力はA5やA6よりも優れている。車体底面にはレオパルト2A6Mと同様の物と考えられる地雷防御改良が施されている。装填手用ハッチ後方には全周旋回可能な遠隔操作式銃架を設置し、12.7mm重機関銃を据え付けている。
スペインは、1990年代に入りスペイン陸軍が保有する戦車の旧式化の問題を解決するため、それらを一気に置き換える目的でレオパルト2Eを導入することとなった。これに併せて、ドイツ連邦軍陸軍からレオパルト2A4を乗員訓練のために108両を5年間リースすることも決められた（後にリース中のレオパルト2A4を正式に購入している）。レオパルト2Eのライセンス生産は当初はA5と同仕様にする計画だったが、導入計画中にA6が登場したため、仕様をA6と同等に変更して生産・導入されることとなった。製造は最初の30両をKMW社が、残りをサンタ・バルバラ・システマス社（現：ジェネラル・ダイナミクス・ヨーロッパ・ランド・コンバット・システムズ）がライセンス生産した。
ポーランド陸軍は2002年にレオパルト2A4を導入し、2010年代からはラインメタルとの共同でレオパルト2PLへの改修計画を進めている。その試作車両は2020年5月8日に完成した。
シンガポール陸軍は2006年にレオパルト2A4を導入し、2010年にはAMAPパッケージの導入による装甲の強化とネットワーク通信機能の追加を行ったレオパルト2SGへと改修した。
2000年代初頭、カナダ陸軍は戦車戦力をストライカーMGSに置き換えて廃止することを計画していたが、アフガニスタン紛争に投入したレオパルトC2（レオパルト1のカナダ向け）が効果を発揮したためこれを撤回し、2007年にオランダとドイツから急遽レオパルト2を調達した。その後アフガニスタンの戦訓を取り入れる形で装甲の強化などを施している。
トルコは国産の新型戦車導入までのつなぎとしてレオパルト2A4を導入し、2010年代からはAMAPパッケージの導入などを行ったレオパルト2NGへの改修を計画している。
2007年には、チリ陸軍もマルダー歩兵戦闘車と併せてレオパルト2A4を導入した。
2023年、ロシアのウクライナ侵攻に対するウクライナ支援の一環として、西側各国が装備しているレオパルト2の輸出が検討され始めた。同年1月20日に行われたウクライナへの軍事支援を巡る関係国会議では、ドイツ政府が賛成しなかったため戦車輸出は認められなかった。同月25日、ドイツは方針転換し、ウクライナにレオパルト2を14両供与すると発表した。他国からの供与も承認し、12ヶ国が総数100両をウクライナに供与する見通し。
2023年2月、ノルウェーは54両のレオパルト2A7を購入すると発表した。これにより老朽化しつつある36両のレオパルト2A4との入れ替えが可能となり、このレオパルト2A4のうち一部はウクライナに供与される予定となっている。ノルウェー首相は、レオパルト2A7の選定理由として「ウクライナでの戦争が、ドイツとノルウェー、その他の北欧各国との安全保障政策の繋がりを強化する経緯となり、今後ヨーロッパで重要な役割を果たすことになるドイツとの関係強化が安全保障重要である」との判断に基づくと発表した。

### 各国の保有数
| 順位 | 国名         | 総保有台数 | A7 | PL | A6  | A5  | A4  | E   |
| ---- | ------------ | ---------- | -- | -- | --- | --- | --- | --- |
| 1位  | ドイツ       | 376        | 98 | -  | 173 | 105 | -   | -   |
| 2位  | ギリシャ     | 353        | -  | -  | 170 | -   | 183 | -   |
| 3位  | スペイン     | 327        | -  | -  | -   | -   | 108 | 219 |
| 4位  | トルコ       | 316        | -  | -  | -   | -   | 316 | -   |
| 5位  | ポーランド   | 247        | -  | 45 | -   | 105 | 97  | -   |
| 6位  | フィンランド | 200        | -  | -  | 100 | -   | 100 | -   |
| 7位  | スイス       | 134        | -  | -  | -   | -   | 134 | -   |
| 8位  | スウェーデン | 120        | -  | -  | -   | 120 | -   | -   |
| 9位  | カナダ       | 82         | -  | -  | 20  | -   | 64  | -   |
| 10位 | オーストリア | 56         | -  | -  | -   | -   | 56  | -   |
| 11位 | デンマーク   | 44         | 44 | -  | -   | -   | -   | -   |
| 12位 | ポルトガル   | 37         | -  | -  | -   | -   | 37  | -   |
| 13位 | ノルウェー   | 36         | -  | -  | -   | -   | 36  | -   |
| 14位 | ハンガリー   | 12         | -  | -  | -   | -   | 12  | -   |

※PLとはポーランドが保有するA4の近代化改修型である。
※Eとはエスパーニャの意でA4をA6相当に近代化したものである。

## 実戦投入と喪失
レオパルト2はKFORとしてコソボに、ISAFとしてアフガニスタンに派遣されており、IEDの被害を受けながらも乗員の高い生存性を示している。
2016年、トルコ軍はシリア内戦に本格介入し越境攻撃・侵攻を開始したが、戦車・装甲戦闘車両専門誌『PANZER』の2017年8月号の54ページにおいて、破壊されて車体前部が大きく吹き飛び、砲塔が外れた状態の同軍のA4の写真を掲載。そのような事態に至った理由として、シリア反政府組織の対戦車ミサイルが後方から車体右中央部に命中、メタルジェットが車体前部左側にある砲弾ラックに到達し、爆発したためとしている。同戦闘では少なくとも10両以上のレオパルト2が失われておりうち半数は対戦車ミサイルの攻撃による。また、数両はISILに鹵獲されている。
2023年、ロシアのウクライナ侵攻でウクライナ軍に供与されたうちA6を含む3両がロシア軍によって撃破されたことが確認された。さらに、ロシア国防省によると、M2ブラッドレー歩兵戦闘車とともに複数を鹵獲したと発表した。
2024年3月27日、ウクライナ軍所属の第53機械化旅団が運用する1両のレオパルド2A6がロシア軍が運用する3両のT-80BVを撃破したと発表した。これはレオパルド2における東側製主力戦車を撃破した初の戦果となる。

## バリエーション

### ドイツ連邦軍の配備型式

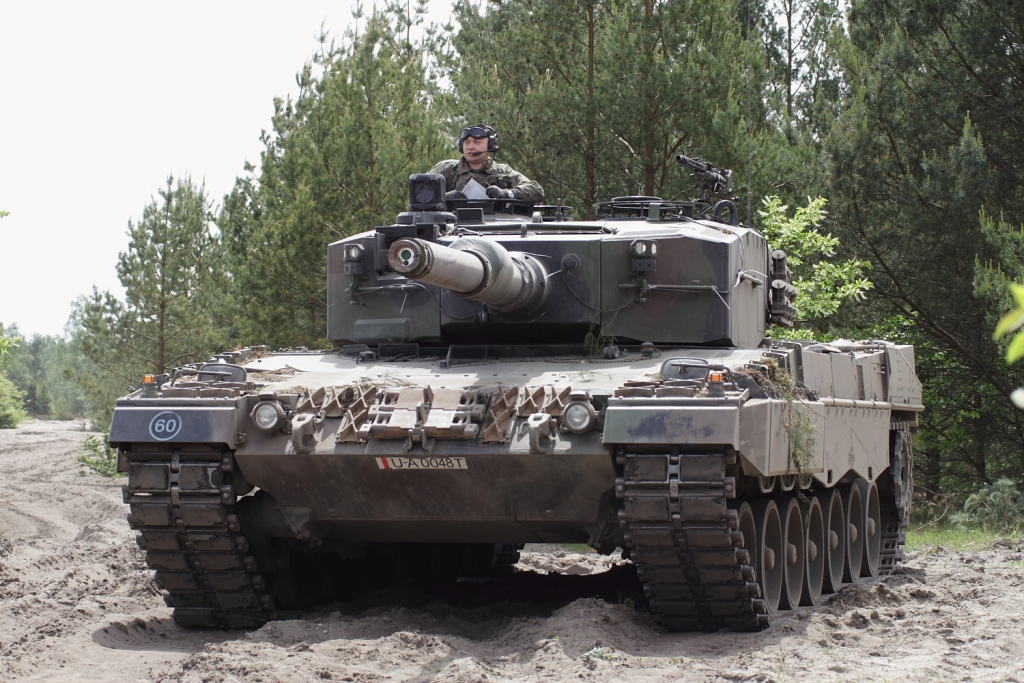
レオパルト2A4（ポーランド陸軍）
全128輌がレオパルト2PLへと改良されることが決定

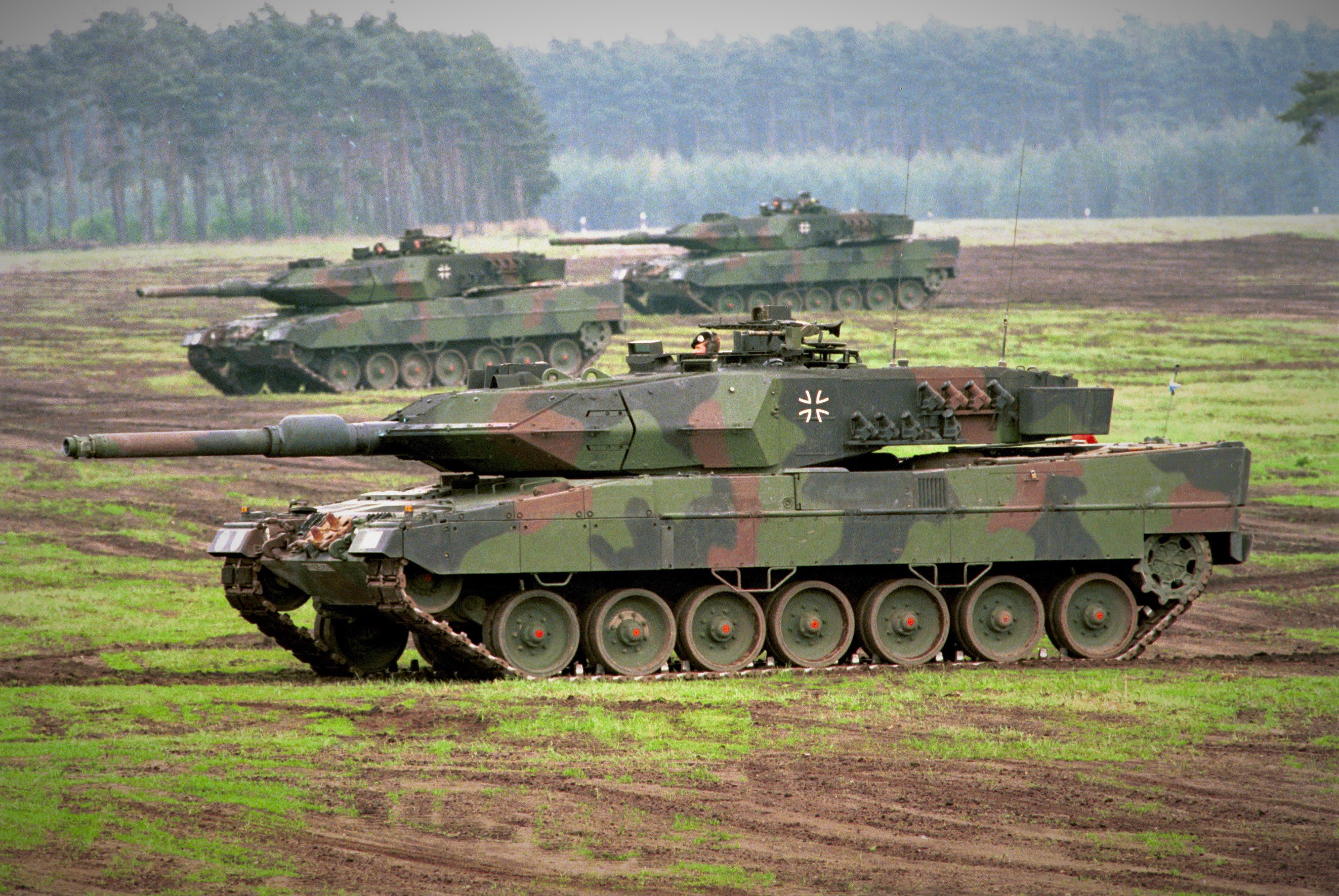
レオパルト2A5（ドイツ陸軍）

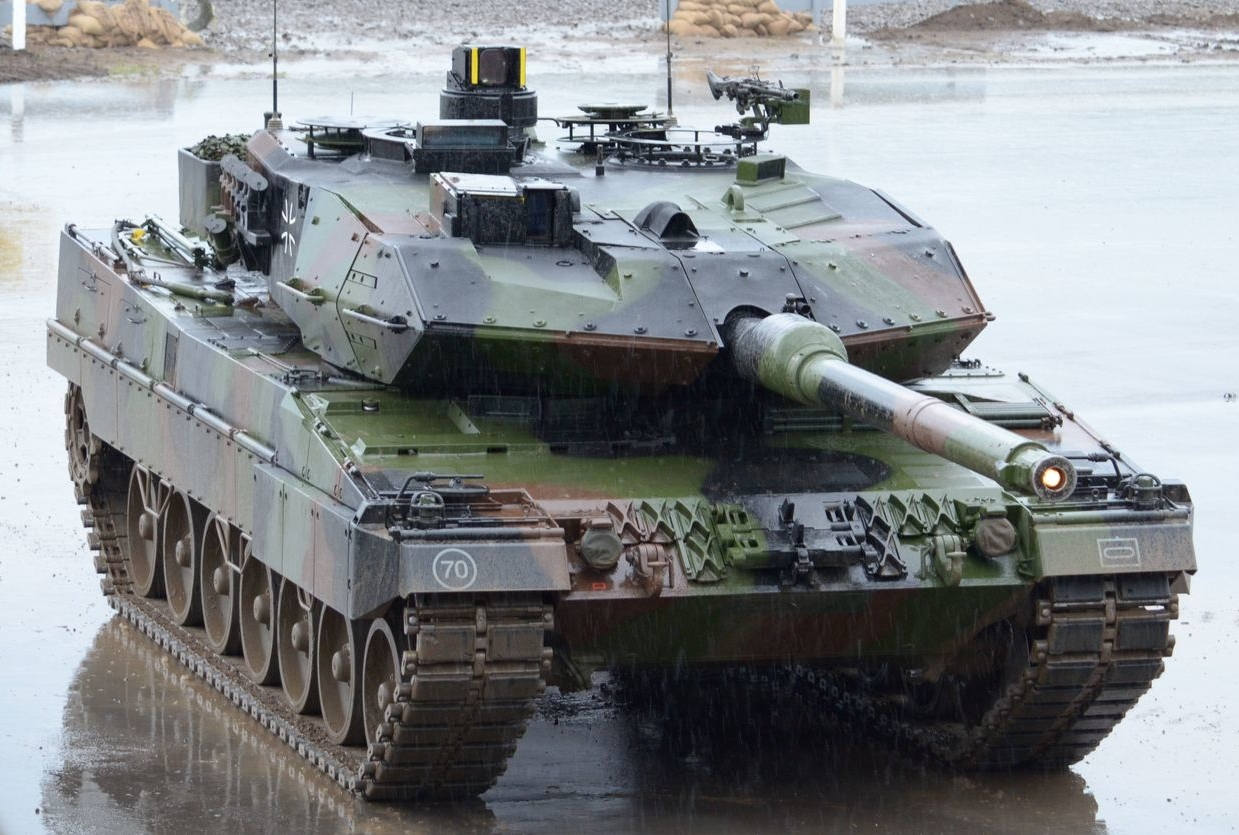
レオパルト2A6（ドイツ陸軍）

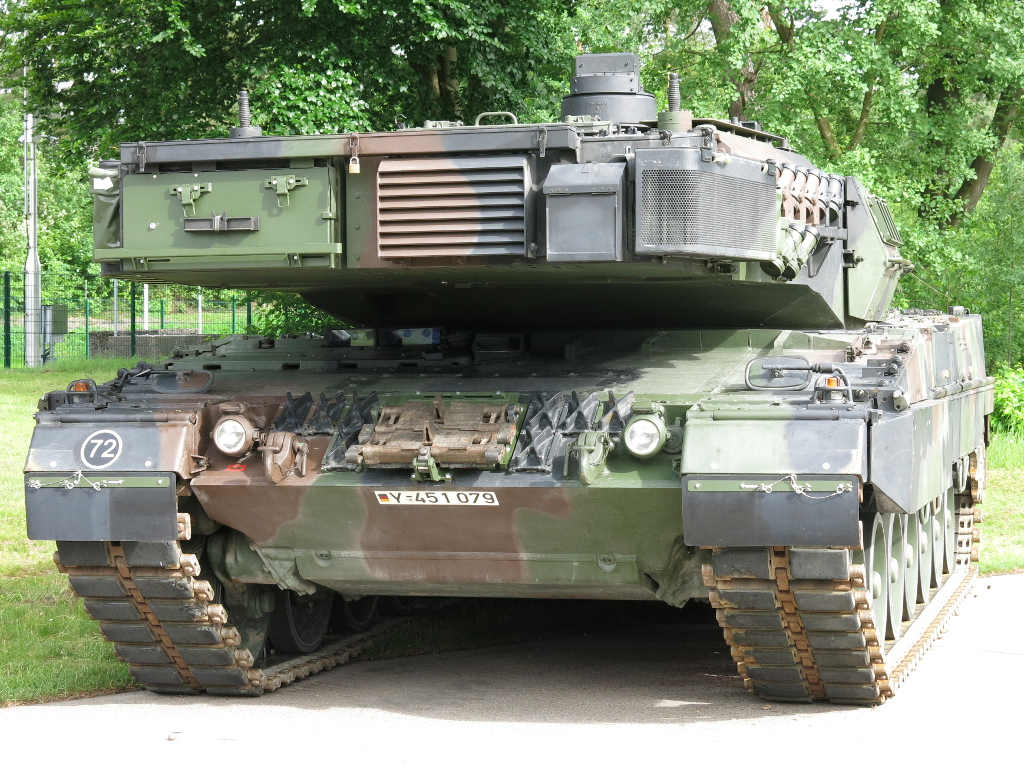
ドイツ連邦軍のA7の砲塔後部。電子機器の更新により外見がA6から大きく変化している。

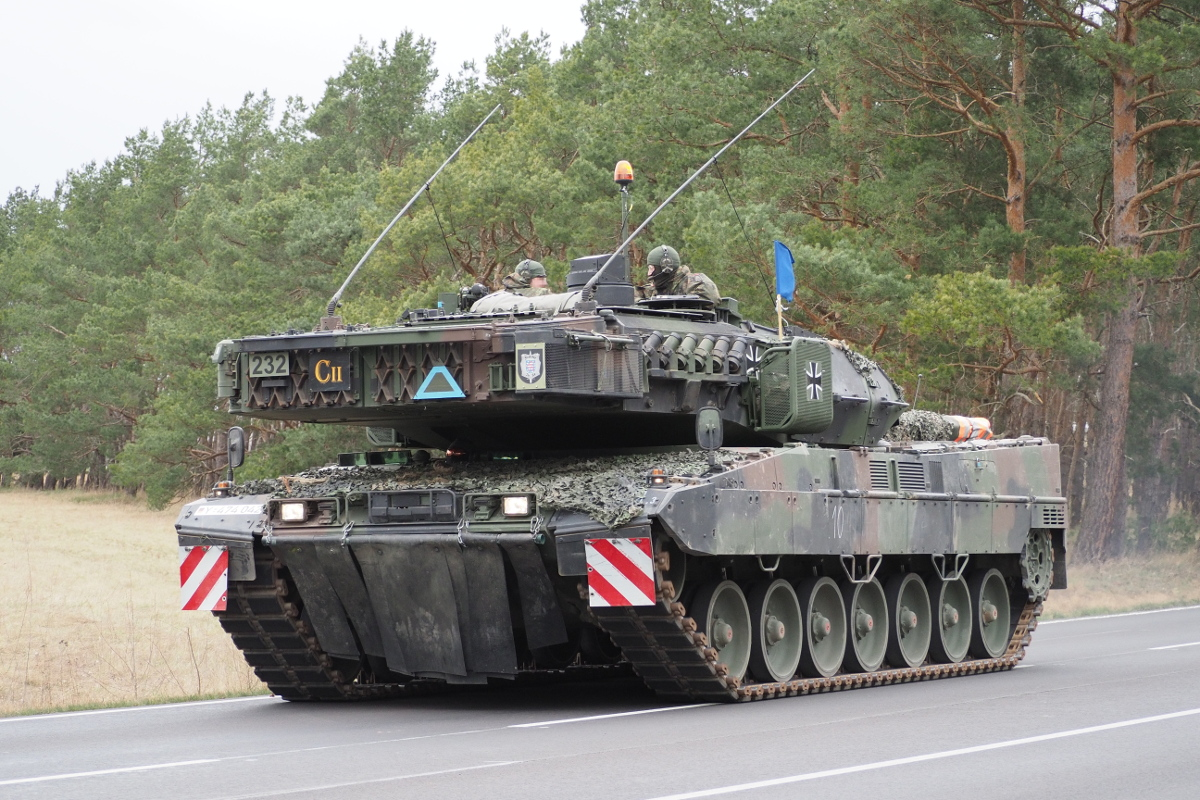
ドイツ連邦軍のA7V。砲塔後部の形状が更に変化し、車体前面の増加装甲が追加されている。

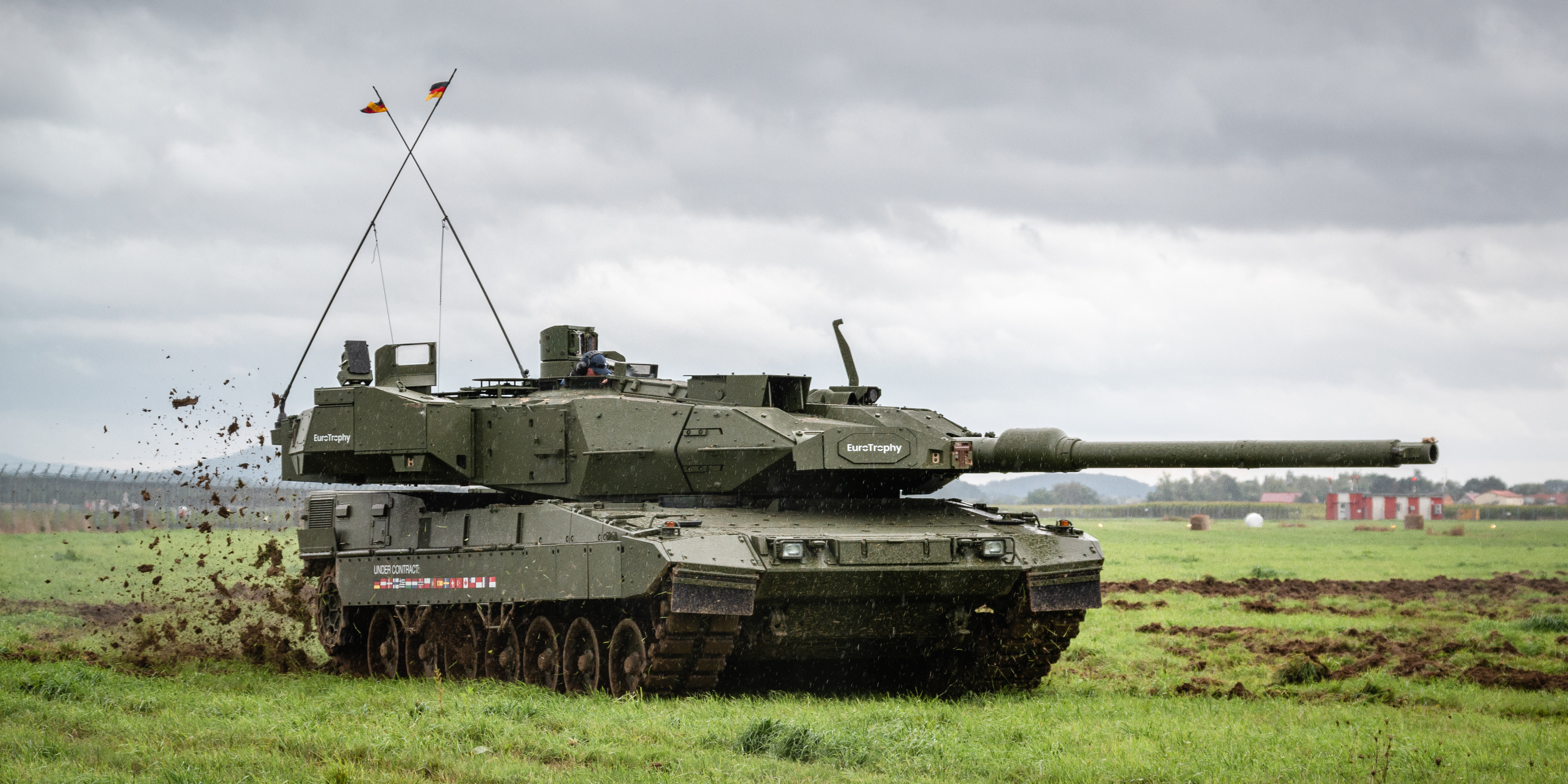
レオパルト2A8デモンストレーター, 2022年, NATO Days

レオパルト2AV
原型車両。
レオパルト2A0
第1バッチ生産車両。
レオパルト2A1
第2-3バッチ生産車両。
レオパルト2A2
第3バッチ生産車相当に改修した第1-2バッチ生産車両。
レオパルト2A3
第4バッチ生産車両。
レオパルト2A4
第5-8バッチ生産車両。A4以前の車両も改良が行われ全てA4相当となった。
レオパルト2A5
A4にKWS II改良を行った車両。隔壁装甲または楔装甲と呼ばれる空間装甲板を砲塔前面および側面に付加。重量は59.7トンに増加。
射撃管制装置を改良し、車長用ハッチ後方に全周旋回可能な車長用サイトを増設した事によりハンターキラー能力を獲得した。
1995年11月に初号機が納入された後、1998年11月までに212両がドイツ連邦軍に配備された。ドイツ連邦軍のレオパルト2A5は1999年のコソボ治安維持部隊（KFOR）の任務で実戦投入された。
レオパルト2A6
A5にKWS I改良を行った車両。重量は62.56トンに増加。
主砲をA5までに搭載されていた44口径120mm滑腔砲から55口径120mm滑腔砲に換装した。
2004年に開発したAPFSDSのDM53（LKE II）を採用することで有効射程が向上した（現在は装薬を変更したDM53A1およびDM63を使用）。
配備から間もない頃は55口径砲採用に伴う不具合により命中精度が低下していたが、後に是正されて改善されている。
2001年から2005年にかけてA5およびA4から225両が改修され、ドイツ連邦軍に納入された。
レオパルト2A6A1
主に戦車大隊や戦車中隊の指揮車両として使用される、異なる無線機を搭載した指揮戦車型。
後述のレオパルト2A6M仕様の指揮車両はレオパルト2A6MA1と呼ばれる。
レオパルト2A6M
A6の地雷防御強化型。
車体底面に対地雷用の装甲板を装着し、乗員用座席や砲塔内バスケット、弾薬ラックも対地雷構造の新型に変更されている。
開発は2001年から行われ、2004年から2005年に最初の15両がA6M仕様に改修され、2006年から2008年にかけて55両がA6Mに改修された。この期間中にカナダ軍のアフガニスタン派遣任務のため、20両がカナダ軍にリースされた。カナダ向けのモデルは車体前面上部に追加装甲を装着するなどの追加改修が行われており、レオパルト2A6M CANと呼称される。
レオパルト2A6M+
保有する全てのA6/A6MをA7に更新することが予算的に困難であると考えられた事から、A6Mに対する部分的なアップグレードとして、SOTAS-IP歩兵用通話機の搭載・非常消火システムの改良・砲塔上の自衛用小火器ホルダー追加などの改修を行い、非常用電源として使用可能なUltraCapと呼ばれる装備が車長用ハッチ後方に追加されたバージョン。2015年から2017年にかけてドイツ連邦軍の保有するA6Mの全車に対して改修が行われ、「2A6M+」の形式名はこの期間中に、改修済の車両と未改修車両を区別するために用いられた。全車の改修が完了した2018年以降、「2A6M+」仕様に改修された車両がレオパルト2A6Mの型式指定に戻された。この後、一部の車両は後述のレオパルト2A6MA2仕様に更に改修された。尚、UltraCapの搭載は既存の通常型A6にも適用されている。
レオパルト2A6MA2
オランダ陸軍とのデータリンク用にオランダ製C4Iシステムを搭載した改修型。2018年4月に最初の改修車両が引き渡され、ドイツ連邦軍とオランダ陸軍の混成部隊として2014年に編成された第414戦車大隊に配備された。操縦手ハッチ斜め前に、レオパルト2A7に搭載された物のと同型のSpectus視察カメラが追加されている。2021年以降、後述のA6MA3仕様に更に改修された。

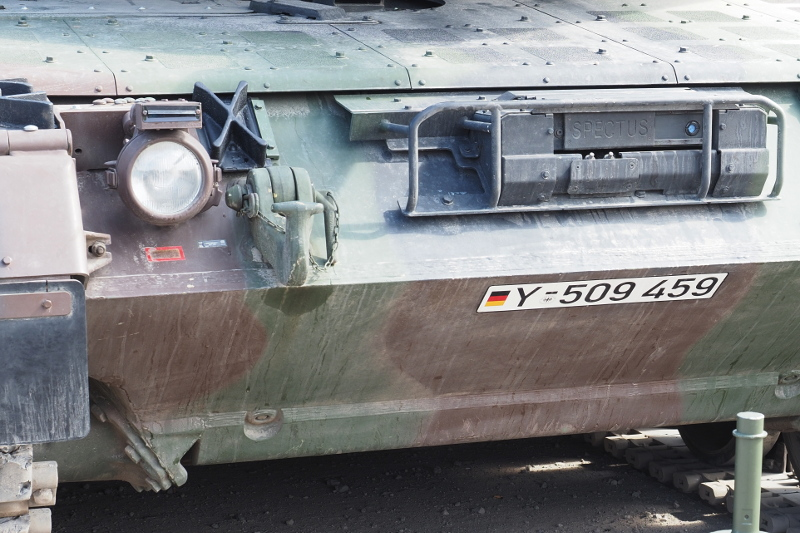
レオパルト2A6MA3に追加されたSpectus視察カメラ

レオパルト2A6MA3
A7Vと同等の戦闘能力を持たせるため、車体前後のSpectus視察カメラ追加装備や光学照準器の改良、車体前上面部の装甲追加などを実施した改良型で、2021年7月に最初の改修車が引き渡された。
2022年以降、対地雷改修（"M”仕様への改修）をしていない通常型のA6に対しても同様の改修を行い、このタイプはレオパルト2A6A3と呼ばれる。
レオパルト2A7
クラウス＝マッファイ・ヴェクマンによるプライベートベンチャーとして2010年のユーロサトリで発表されたレオパルト2A7+（後述）の廉価版に相当するアップグレードとして、車体および砲塔の増加装甲、砲塔上の FLW200 RWSを装備しない仕様の物がレオパルト2A7として2014年に採用された。A6/A6Mとの外見上の相違点は砲塔後部の乗員用エアコンや、車体右後部に内蔵された補助発電機である。また、A6M+で導入された歩兵用通話機やUltraCap、自衛用小火器ホルダーなどはA7にも導入されている。A7としてドイツ連邦軍に採用されたものは20両にとどまり、2019年以降、後述のA7Vに改修された。
レオパルト2A7V
2016年6月、クラウス＝マッファイ・ヴェクマンはユーロサトリ兵器見本市でレオパルト2A7の発展型を発表した。砲手用の第3世代熱画像装置、車体の前面にパッシブアーマーが追加され、ギアボックスとサイドトランスミッションの変更により加速性が改善され、NBC保護システムを砲塔後部に移設した。乗員区画用消火装置の更新、Steyr Motors M12 TCA UIエンジンを基にした新型20kw補助動力装置、フロントとリアの操縦手用昼夜対応視察カメラであるSpectusが搭載された。この時点では将来的に「装甲戦闘能力」イニシアチブの一環として、A7型の保有数を20両から104両に増やす予定だった。
2017年5月5日、A7Vバージョンの104両のレオパルト2の配備に関する契約が、連邦軍の機器、情報技術および使用局とゼネコンであるクラウス＝マッファイ・ヴェクマンとの間で結ばれた。契約価格は約7億6,000万ユーロで、主要契約企業の内訳はラインメタルが1億650万ユーロ、MTUフリードリヒスハーフェンが2,120万ユーロである。 104両のA7Vに加え、他のバリエーションの素体として保管される32台の2A4シャーシも含まれており、計画では2019年から2023年までに調達される予定だった。
2019年3月20日、ドイツ連邦議会の予算委員会は、運用と補給の点でレオパルト2A7Vに適応するために、前述の104両に加えて別の101両のレオパルト2A6と2A6MをA7V相当の仕様に近代改修することを承認した（これが、前述の2A6MA3および2A6A3である）。併せてレオパルト2に、新しい戦闘管理システム（BMS）、新しい無線機、および改良された射撃統制コンピューターを導入することも承認した。この101両の改修作業は2026年までに完了する予定であり、この結果、ドイツ連邦軍で使用されるレオパルト2A7Vおよび2A6MA3、2A6A3の数は、配備されている328両のレオパルト2のうちの205両になる。
2021年9月15日、ドイツ連邦軍はレオパルト2A7Vの最初の4両を受領した。
レオパルト2A7A1
2021年2月にクラウス＝マッファイ・ヴェクマンとイスラエルのラファエル・アドバンスド・ディフェンス・システムズとの合同事業として、ドイツ連邦軍のレオパルト2A7にトロフィーAPSを搭載し、これをレオパルト2A7A1として、既存のレオパルト2から17両を改修しNATOの高高度即応統合任務部隊（Very High Readiness Joint Task Force、VJTF ）に配備する計画が発表された。
ドイツ連邦軍は、レオパルト2A7A1の試験的な導入の後、後述するレオパルト2A8の型式名でトロフィーAPS装備型の本格的な追加配備計画を進めている。レオパルト2A7A1がレオパルト2A7のトロフィーAPS装備型であったのに対し、レオパルト2A8は2A7V相当の車体にトロフィーAPSを搭載したものとなる。
レオパルト2A8
2023年9月、ドイツ連邦軍とノルウェー陸軍向けに、トロフィーAPSを搭載したレオパルト2A8の調達が契約された事が、欧州でトロフィーAPSの販売を行うEuroTrophy GmbHから発表された。レオパルト2A8はハンガリー向けのレオパルト2A7HUNの設計を元にトロフィーAPSを搭載しており、ノルウェー軍向けに54両、ドイツ連邦軍向けに最大123~128両、イタリア軍向け125~133両、オランダ軍向けに少なくとも46両が新造または改修される予定である。（イタリアは後に撤回）

### メーカーによる試作・輸出向け型式

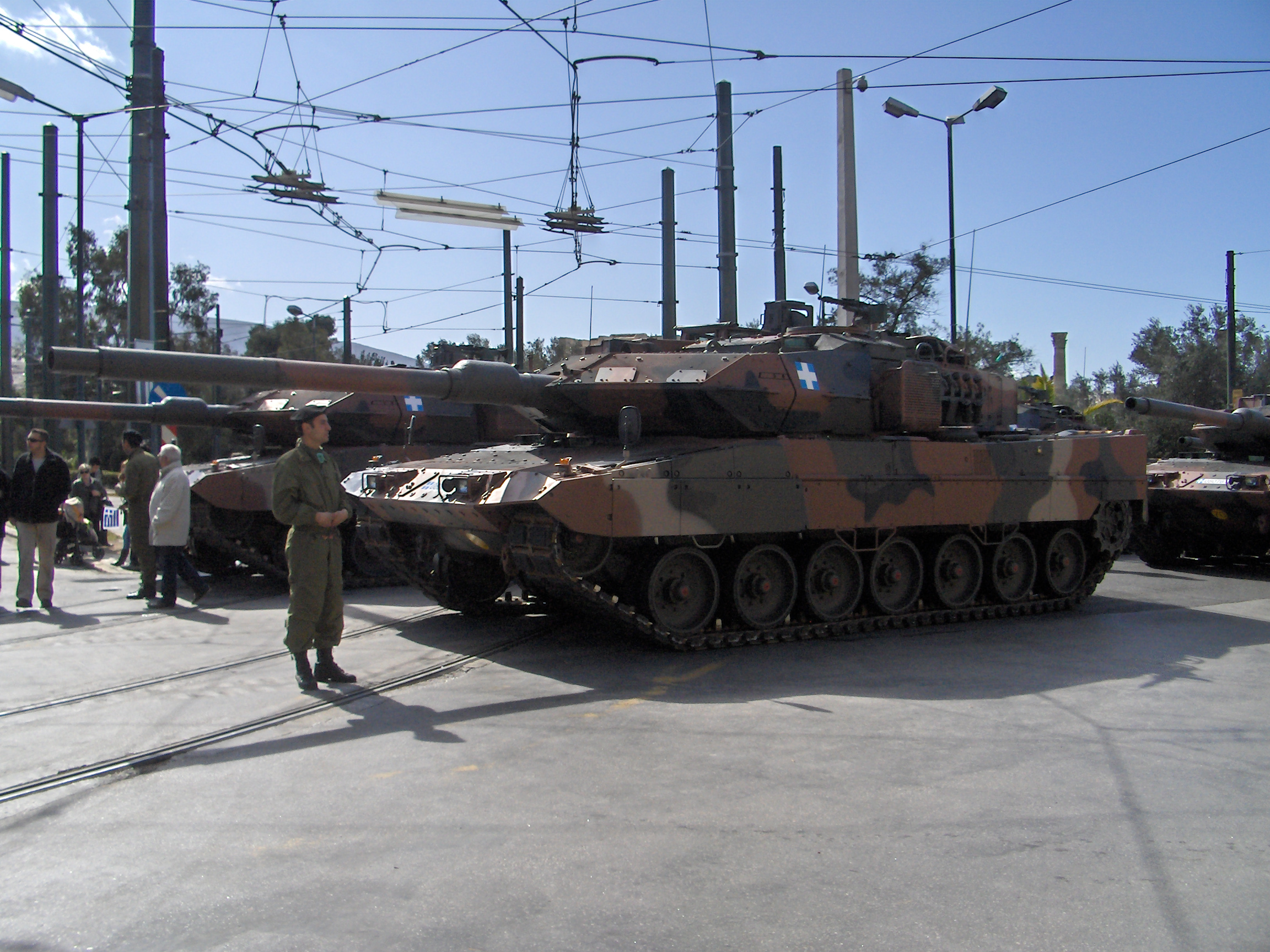
レオパルト2A6HEL（EX）（ギリシャ陸軍）

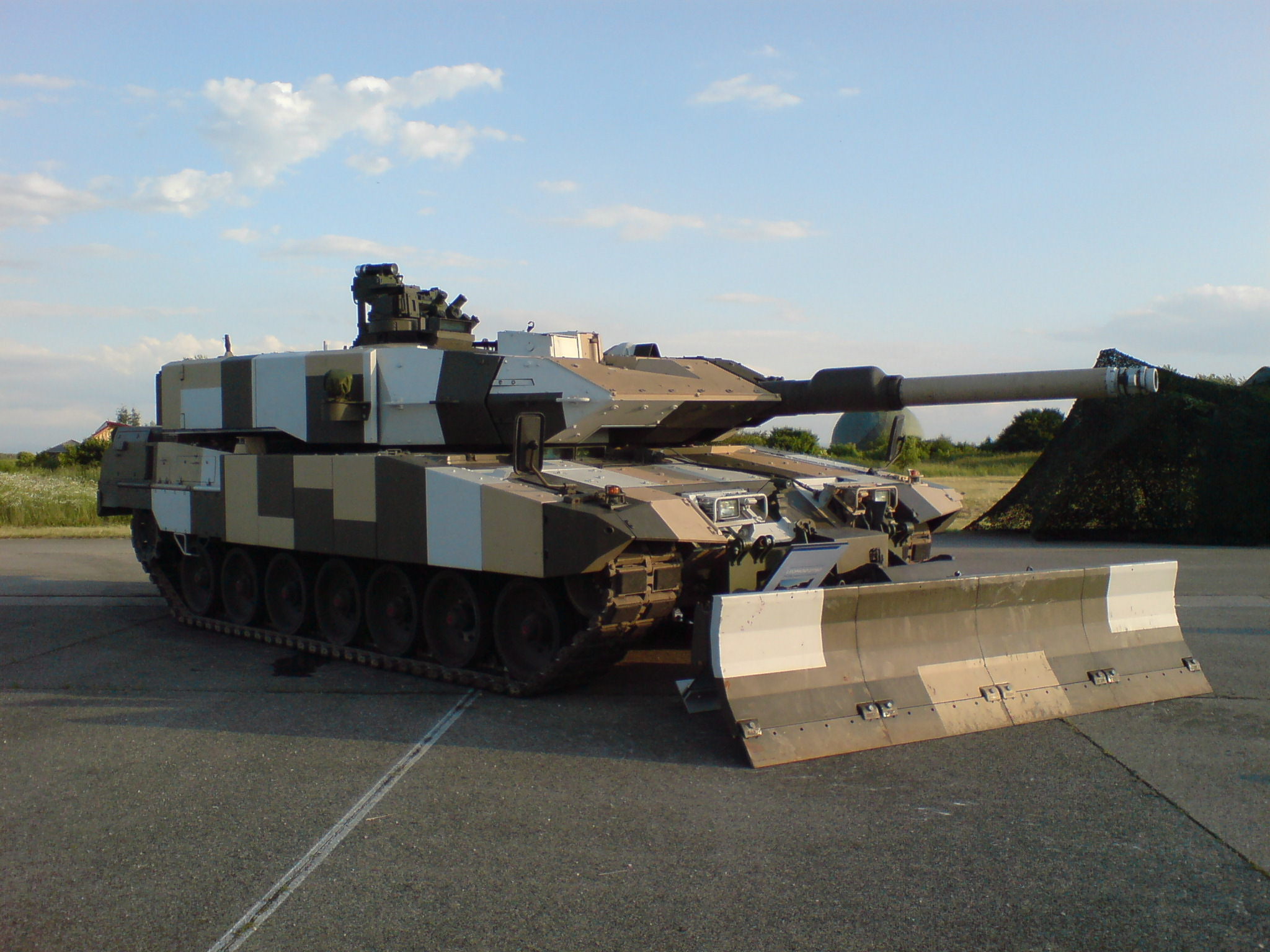
レオパルト2PSO

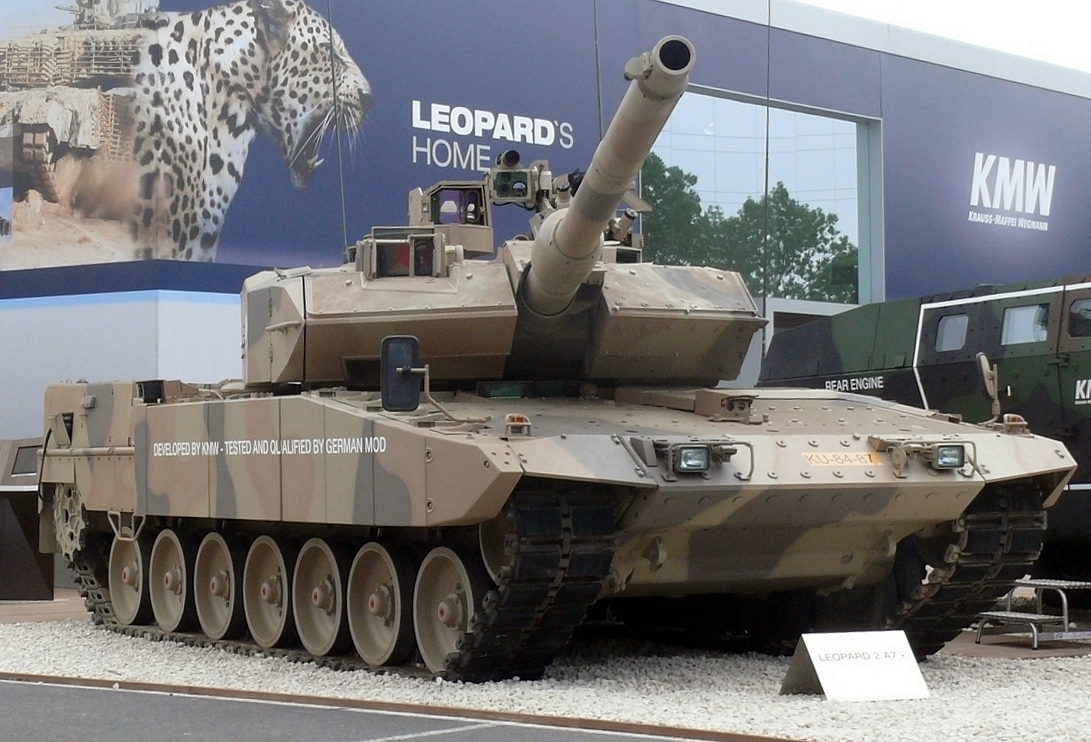
レオパルト2A7+

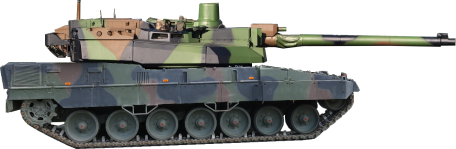
レオパルト2A7の車体とルクレールの砲塔のフォトモンタージュ（参考）

レオパルト2A6EX
A6の装甲防御強化型。
スウェーデン軍向けのStrv.122と同等の車体前面および砲塔上面装甲を追加する事で防御力を強化し、空調システムも改善させた。APUとC4Iシステムも導入。
ドイツでは採用されなかったが、ギリシャ向けのレオパルト2A6HELとスペイン向けのレオパルト2Eのベースとなった。
レオパルト2 PSO
国際平和活動における市街戦への対応を目的として設計された型。PSOは"Peace Support Operations"の略。2006年6月のユーロサトリで初公開された。
主な改良点として、主砲は市街地での運用を考慮してか、44口径120mm滑腔砲を装備。砲塔側面後半部およびサイドスカート前半部に対戦車擲弾対策用の増加装甲を装着。車体底面には対地雷用の装甲板を装着。
装填手用ハッチ後方に設置された全周旋回可能な遠隔操作式銃架には、40mm自動擲弾発射器、または12.7mm重機関銃、または7.62mm機関銃を据え付け可能。非殺傷兵器を搭載。
小型カメラ経由の情報による近接観測能力の向上。主砲同軸にサーチライトを設置。偵察能力を改善。車体前面にドーザーブレードを装着。車両全体への都市迷彩。
レオパルト2A7+
2A6Mに2PSOの改修内容も採り入れた近代化改修型。2010年のユーロサトリで発表された。
重量が67.5トンに増加しており、足回りが強化されている。
他にもIFIS統合指揮情報システム、モジュラー装甲、非装甲目標用のHE-FRAG破片榴弾DM11を導入している。
KMW社製のFLW200 RWSや車体前面・砲塔上面の追加装甲を省略した価格低減版がレオパルト2A7として2014年にドイツ本国で採用された。
EMBT
レオパルト2A7の車体にルクレールの砲塔を搭載した、欧州主力戦車（EMBT）の技術デモンストレーター。2018年のユーロサトリで展示された。

## 派生型

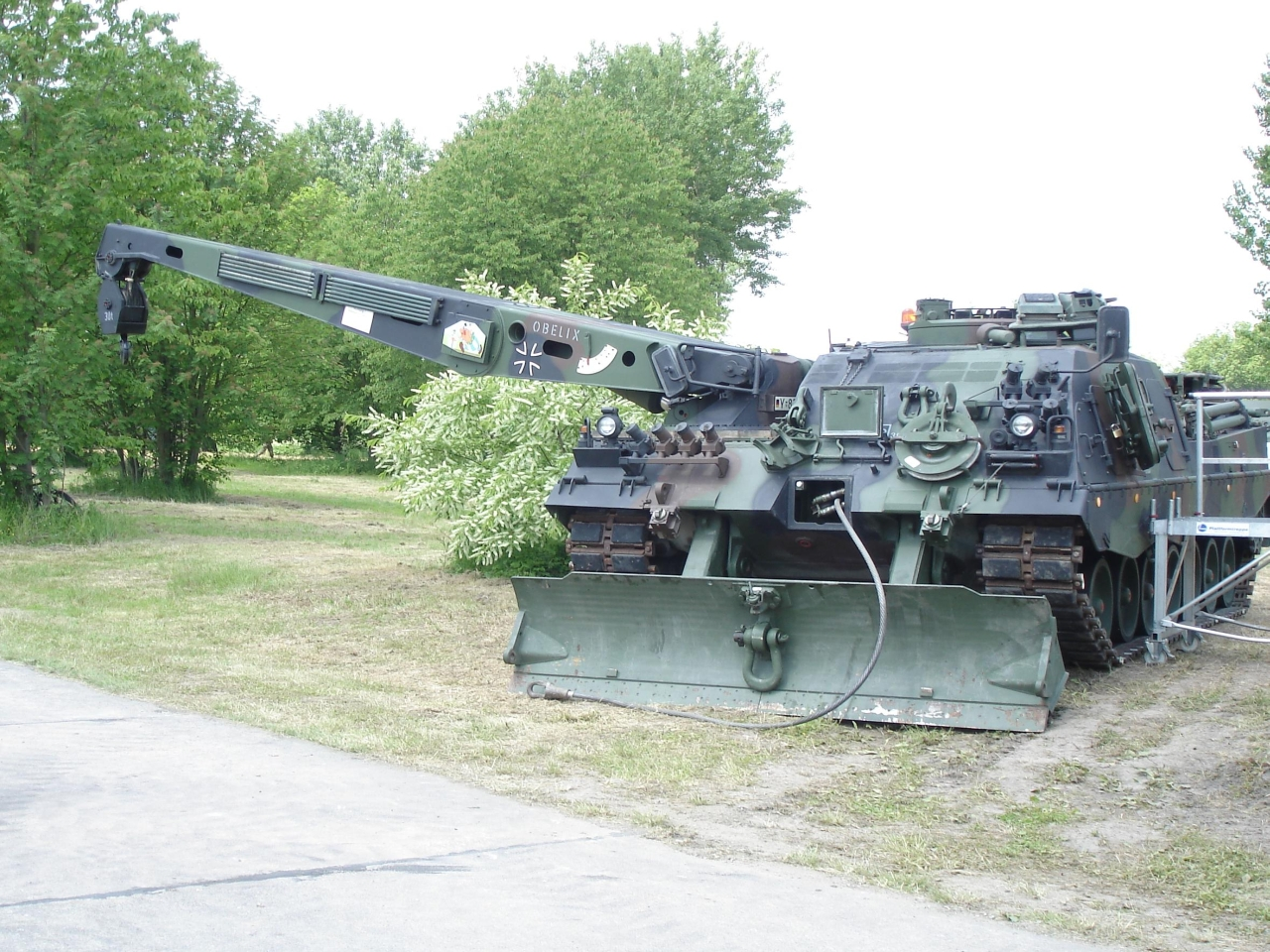
ベルゲパンツァー3 ビュッフェル

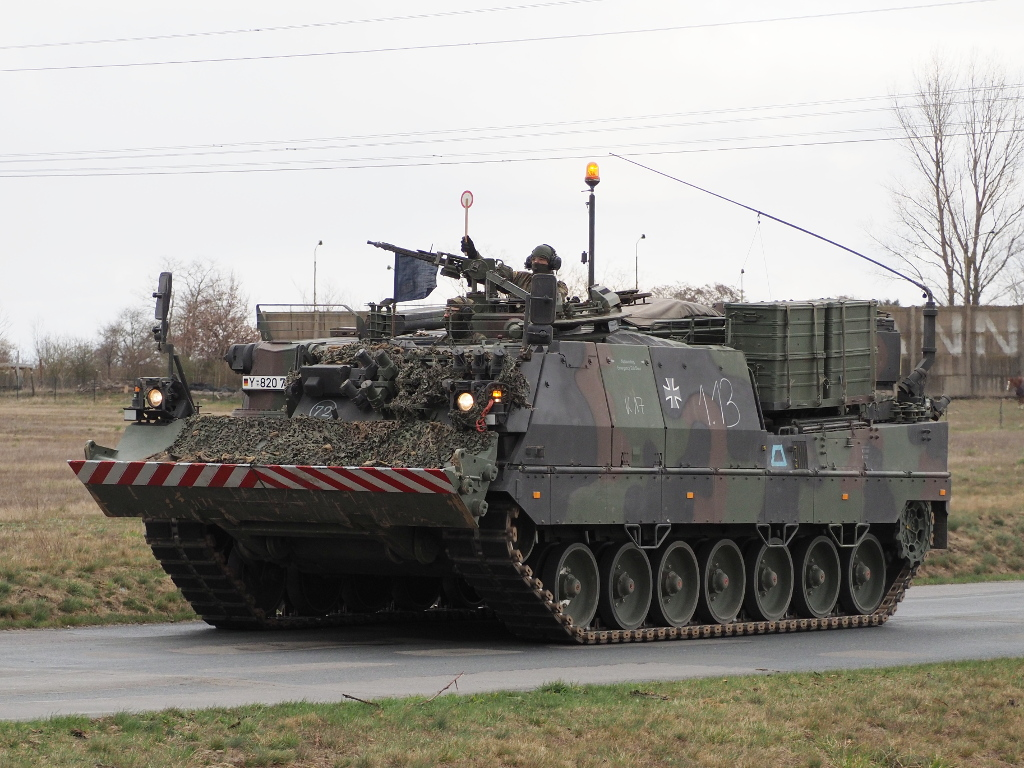
ベルゲパンツァー3A1 ビュッフェル

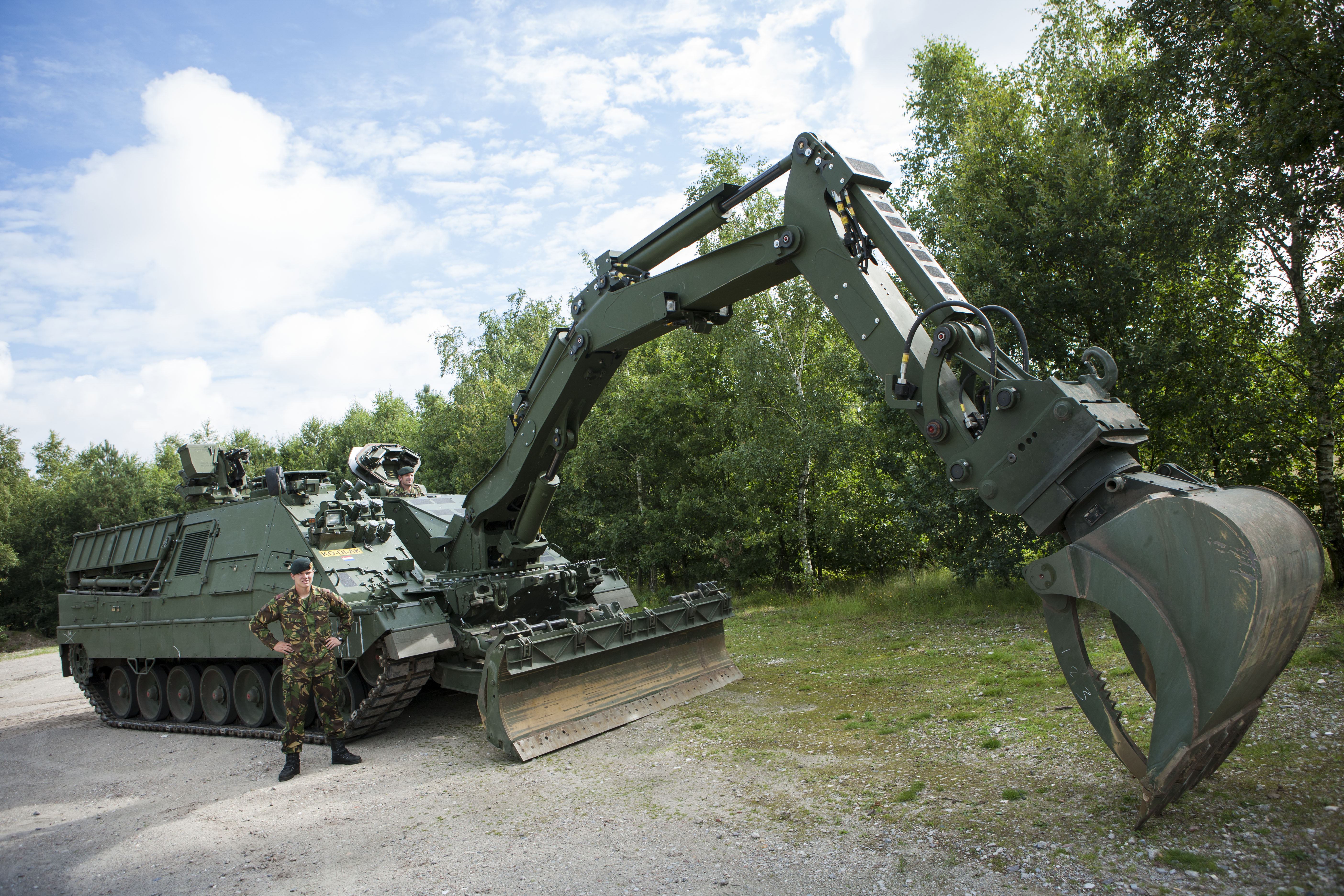
AEV3 コディアック

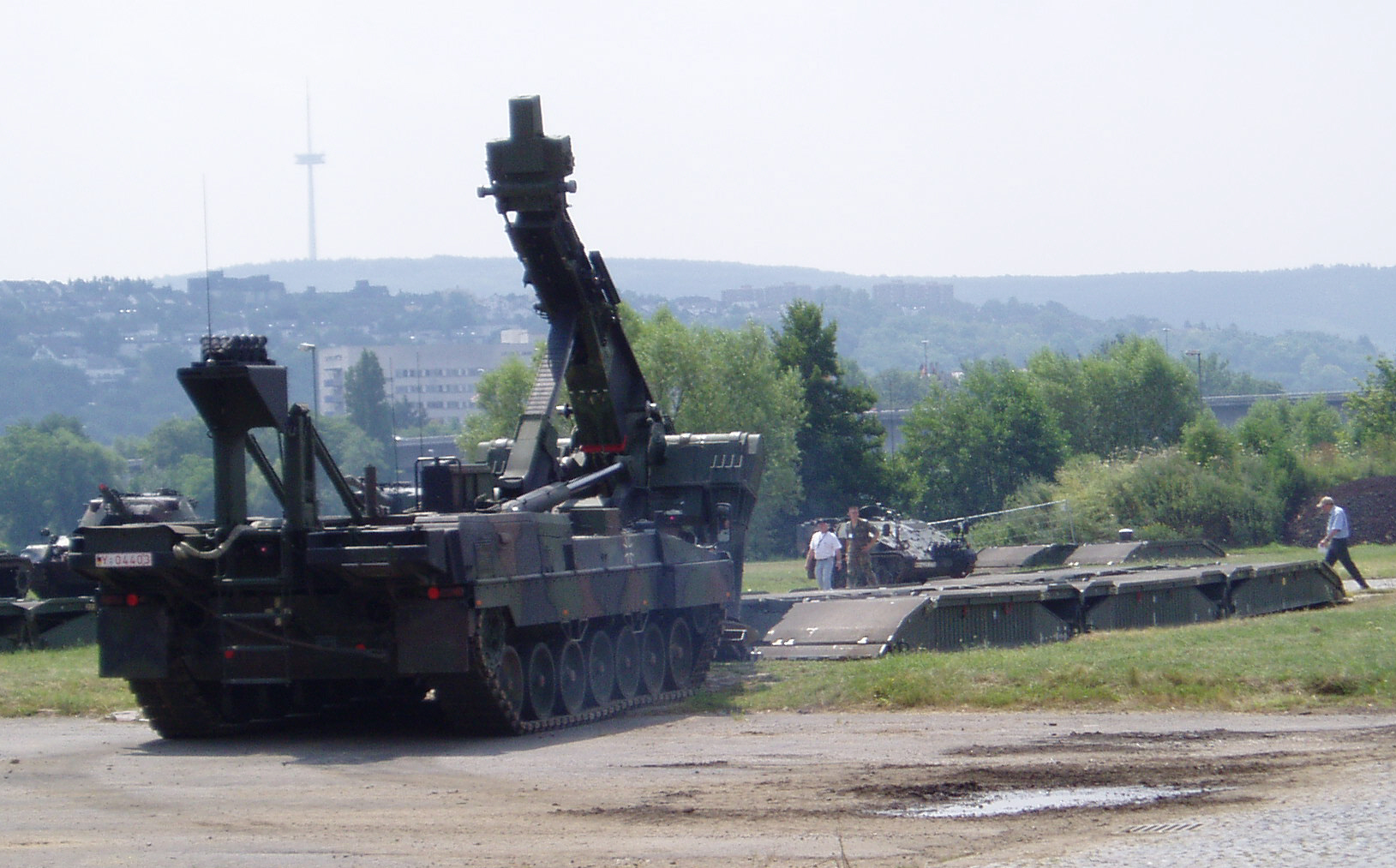
パンツァーシュネルブリュッケ2（架橋状態）

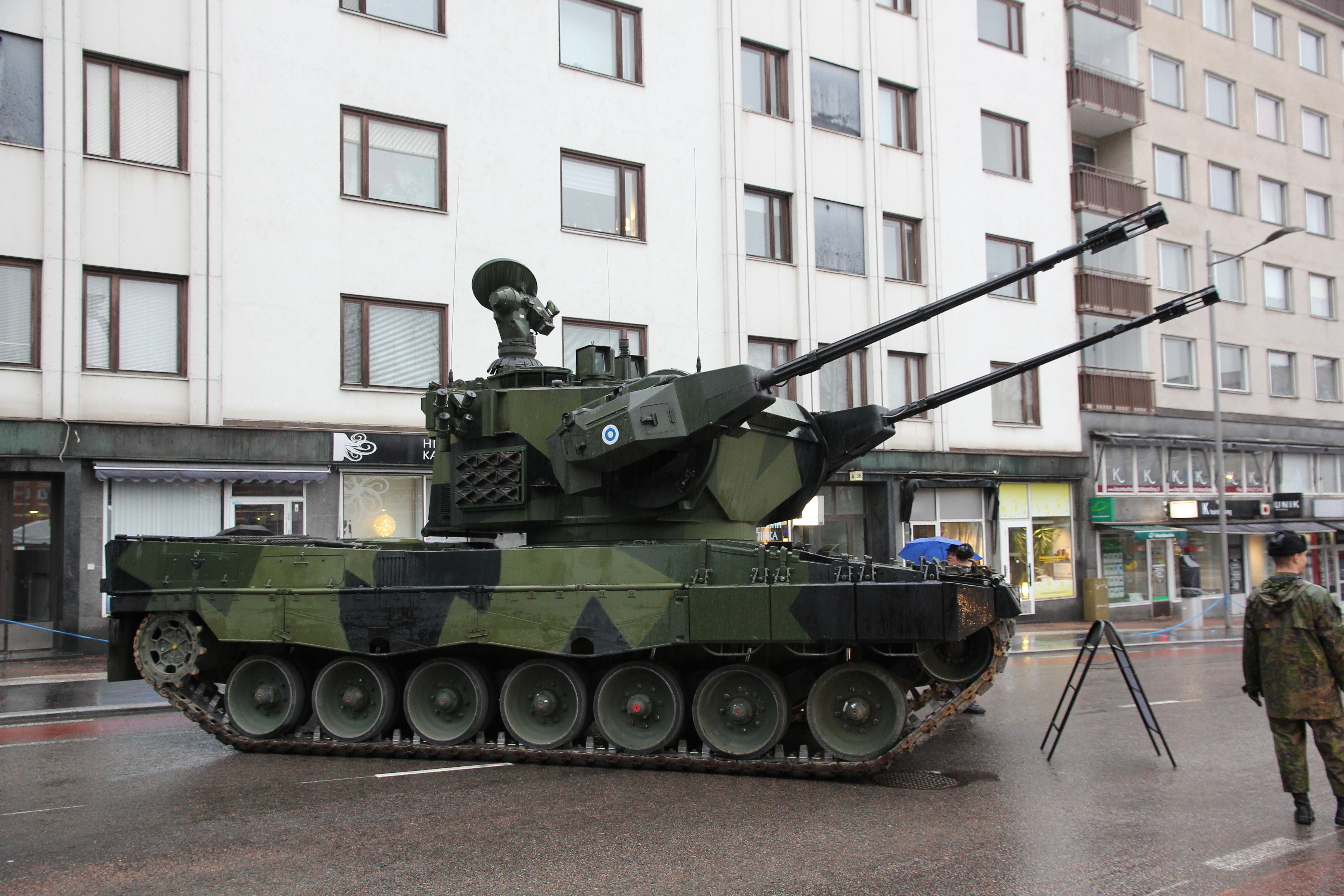
レオパルト2　マークスマン

ベルゲパンツァー3 ビュッフェル（Bergepanzer.3 BÜFFEL（BPz.3）
回収戦車型。ビュッフェル（BÜFFEL）とは"バッファロー"の意。
レオパルト2の車体に箱型の固定式戦闘室を設置し、ブームクレーンと駐鋤、回収用機材を装備。
ドイツ軍とオランダ軍によって共同開発され、1992年から1994年にかけて75両がドイツ連邦軍に配備され、オランダ軍には25両が納入された。
2010年にアフガニスタンで発生した聖金曜日の戦いの後、ドイツ連邦軍はPzH2000自走榴弾砲をアフガニスタン国際治安支援部隊（ISAF）に追加派遣する事を決定。これにあわせてベルゲパンツァー3もアフガニスタンに派遣された。
Pzh2000の基地外での運用が増えた事を受け、アフガニスタンに派遣されたベルゲパンツァー3の一部が能力向上の改修を受ける事になり、2012年に改修を受けた4両がドイツ連邦軍に納入された。この改修には車体周囲の追加装甲、対地雷防御用装甲、SPECTUSマルチスペクトルカメラ、指揮・通信・制御システム更新、回収機材の更新などが含まれ、この改修を受けた車両はベルゲパンツァー3A1の型式指定となり、改修を受けていない車両は区別のためベルゲパンツァー3A0と呼ばれるようになった。
この後、52両のベルゲパンツァー3A0に対してSPECTUSマルチスペクトルカメラの追加装備が行われ、この車両はベルゲパンツァー3A0A1と型式指定された。将来的に、全てのベルゲパンツァーA0およびA0A1に対して追加でSOTAS-IP通信システムの装備などが行われ、ベルゲパンツァー3A0A2となる計画である。
ベルゲパンツァー3はドイツ、オランダ以外にもレオパルト2運用国の多くで導入されている。2023年にレオパルト2の供与を受けたウクライナにも、2両のベルゲパンツァー3が供与されている。
コディアック装甲工兵車（Pionierpanzer.3 Kodiak（PiPz.3）
装甲工兵車型。コディアック（Kodiak）とは"アラスカヒグマ（コディアックヒグマ）"の意。
レオパルト2の車体に箱型の固定式戦闘室を設置、ショベルアームおよびドーザーブレードを装備。ドーザーブレードの代わりに地雷処理装置を装備することも可能。
コディアックの開発計画は1999年にスウェーデン国防省が出した装甲工兵車の開発要求に基づき、オランダ、デンマーク、スペイン、スイスがそれぞれ協力するという形で開始された。
スイスとスウェーデンによる開発計画が進められたが、2001年12月には資金上の問題により共同開発が一度行き詰まった。
結局この後、スイス軍の要求仕様に基づきスイスのRUAG社とレオパルト2の製造メーカーであるドイツのラインメタル・ランドシステムズ社が開発を行う形でコディアックは完成し、2009年からスイス陸軍への導入が開始された。また、オランダ軍、スウェーデン軍も導入を決めている。
ドイツ連邦軍は2021年5月に、44両のコディアック(Pionierpanzer.3)をレオパルト1ベースのダクス装甲工兵車(Pionierpanzer.2)の後継として採用する事を決定した。試作車の納入は2023年度中、量産配備は2026年以降の予定である。

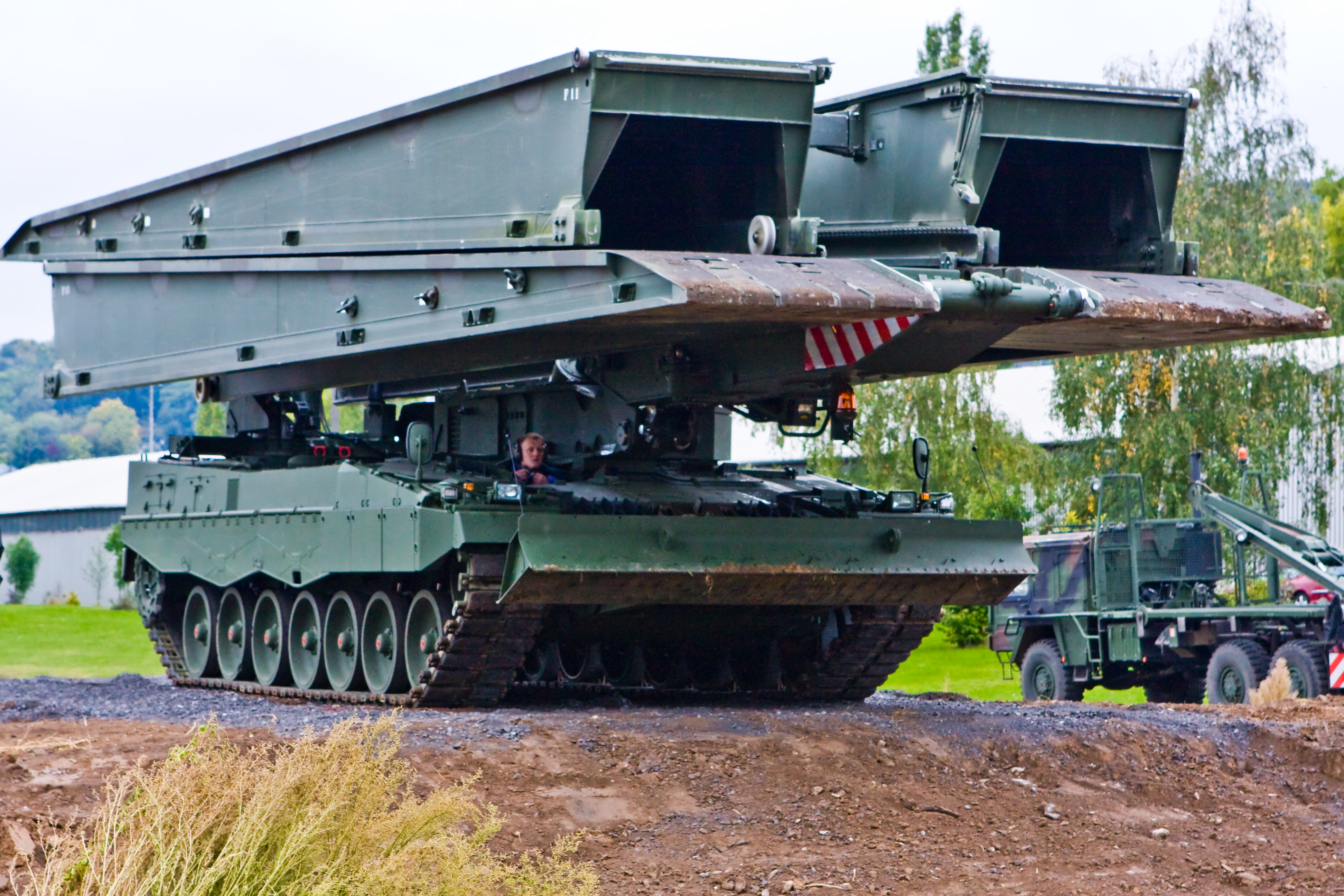
パンツァーシュネルブリュッケ レグアン
カンチレバー式2分割橋体を搭載した状態

パンツァーシュネルブリュッケ2（Panzerschnellbrücke.2（PSB.2）
レオパルト2の車体を流用した架橋戦車。パンツァーシュネルブリュッケ（Panzerschnellbrücke）とは直訳すると"装甲迅速橋"で、野戦用の装甲架橋車両を指す。
全長9.7mの橋体3基と架橋装置を装備し、橋体は連結することができ、最大有効長27.7mまでの架橋が可能。
パンツァーシュネルブリュッケ レグアン（Panzerschnellbrücke Leguan（PSB Leguan）
レオパルト1の派生型である「ブリュッケンレーゲパンツァー・ビーバー（Brückenlegepanzer Biber）」の後継として開発された架橋戦車。レグアン（Leguan）とは"イグアナ"の意。
多種類の橋体を複数搭載可能な架橋装置を装備しており、最大で全長40m、最小で20mの有効長の橋体を架橋できる。
レオパルト2操縦訓練車（Leopard2 FahrschulPanzer（Leopard2 FsPz）
ガラス張りの訓練席を持つダミー砲塔を搭載した操縦訓練車型。
レオパルト2　マークスマン
レオパルト2の車体にフィンランド陸軍が採用しているマークスマン砲塔を搭載した対空戦車。
レオパルト2R　装甲工兵車
フィンランドのパトリア社が開発した、レオパルト2A4の車体を使用した装甲工兵車。フィンランド陸軍が採用した。
レオパルト2L　架橋戦車
フィンランドのパトリア社とドイツのクラウス＝マッファイ社が開発した、レオパルト2A4の車体にカンチレバー式2分割橋体を搭載した架橋戦車。フィンランド陸軍が採用した。
WISENT2　装甲支援車
ドイツのフレンスブルガー・ファールツォイクバウ・ゲゼルシャフト（FFG）が、レオパルト2のシャーシをベースに開発した多用途装甲支援車。モジュラー設計を採用しており、メーカーでは5時間未満で装甲回収車(ARV)から装甲工兵車(AEV)に変更できるとしている。装甲回収車ではクレーン（最大32トン対応）とウインチ（40トン対応）を装備し、装甲工兵車ではショベルアームとドーザーブレードを装備する。

## 採用国及び配備モデル
オーストリア
2023年時点で、56両のレオパルト2A4を保有している。
 カナダ
レオパルト2A4M CAN、レオパルト2A6M CAN
 チリ
レオパルト2A4
 デンマーク
2024年時点で、15両のレオパルト2A5（A7Vに改修予定）、29両のレオパルト2A7Vを保有。
 フィンランド
レオパルト2A4、レオパルト2A6
 ドイツ
レオパルト2A4、レオパルト2A5、レオパルト2A6、レオパルト2A7、レオパルト2A7V
 ギリシャ
レオパルト2A4、レオパルト2HEL（A6EX）
 ハンガリー
ドイツから中古のA4を12輌リースし、2020年7月に最初の4両が到着した。2024年時点で、12両のレオパルト2A4HU、1両のレオパルト2A7HU、1両のベルゲパンツァー3 ビュッフェル装甲回収車、1両のWISENT2装甲支援車を保有。
 インドネシア
レオパルト2RI（A4改）
 オランダ
レオパルト2A5NL、レオパルト2A6NL。2025年5月14日に、少なくとも46両のレオパルト2A8を発注した。
 ノルウェー
レオパルト2A4NO、レオパルト2A7NO
 ポーランド
レオパルト2A4、レオパルト2A5
ドイツからの中古。ポーランド国防省は2015年12月に2020年までに2A4の全車両128台を改良型の2PLへと近代化するために、ポーランドの防衛大手PGZの子会社グループに241,500万ズウォティ（612万米ドル）相当の契約を授与した。2017年には更なる購入も検討していると国防省のトマス・スツコフスキ国防副長官が発言している。
 ポルトガル
レオパルト2A4、レオパルト2A6
 カタール
2023年時点で、62両のレオパルト2A7+、6両のWISENT2装甲工兵車を保有している。
 シンガポール
2023年時点で、96両以上のレオパルト2SG、14両のコディアック装甲工兵車、数量不明のビュッフェル装甲回収車、数量不明のレグアン架橋戦車を保有している。
 スペイン
レオパルト2A4、レオパルト2E（A6改）
 スウェーデン
Stridsvagn.121（レオパルト2A4）、Stridsvagn.122（レオパルト2S（A5改）
 スイス
Panzer 87 Leopard（レオパルト2A4）
 トルコ
レオパルト2A4
 ウクライナ
レオパルト2A4( ポーランド、 スペイン、 カナダ、 ノルウェーより供与、 オランダと デンマークの共同購入による供与)、レオパルト2A6( ドイツ、 ポルトガルより供与)、レオパルト2A4 または レオパルト2A6HEL( ギリシャより供与)、Stridsvagn.122（ スウェーデンより供与）レオパルト2R( フィンランドより供与)

### 採用検討・決定国
- イタリア - アリエテの稼働状況が低いことからレオパルト2A8を133両を、艤装仕様の大幅なイタリア化のもとに採用する方針[52]であったが、レオパルト2やさらにその後継となるMGCSの製造分担・技術移転要望をKNDSが拒否したため破談。代わってレオナルド S.p.Aと国内合弁工場を設立するラインメタルのKF51 パンターを最大380両をリンクス1000両とともに調達が計画されている[53]。
- リトアニア - 2024年10月22日、リトアニア国防省はレオパルト2主力戦車の調達決定を発表した[54]。
- サウジアラビア

## 登場作品

### 映画
『トロール』
ノルウェー陸軍の2NOが登場。首都オスロを目指して進攻するトロールを攻撃するが、突破される。

### テレビドラマ
『ウルトラマンメビウス』
第49話に地球防衛隊GUYS所属車両として、インペライザーを迎撃すべく90式戦車とともに登場。

### アニメ・漫画
『うる星やつら いつだってマイ・ダーリン』
面堂家の私設軍隊が保有する戦車として登場。ラムたちを援護するために面堂終太郎が友引商店街付近に呼び寄せ、ルピカの宇宙船を砲撃する。
『えびてん 公立海老栖川高校天悶部』
テレビアニメ第10話に、文化祭の展示品としてレオパルト2を模した形状の天体望遠鏡が登場する。
『ガールズ&パンツァー』
テレビアニメ第7話に、秋山優花里の寝言で登場。
『新世紀エヴァンゲリオン』
映画『新世紀エヴァンゲリオン劇場版 Air/まごころを、君に』『ヱヴァンゲリヲン新劇場版:序』に「レオパルド2A7/A10」という架空の派生型が登場。『Air』ではNERV本部に侵攻した戦略自衛隊の車両がEVA弐号機迎撃に用いられ、『序』では国連軍の車両が第3新東京市に迫る第4の使徒を迎撃する。
『戦翼のシグルドリーヴァ 狂撃の英雄』
NATOギリシャ派遣部隊ドイツ戦車連隊の戦車として2A5かA6が登場。核兵器でも傷つけられなかったピラーを至近距離からの砲撃で撃破する。
『ハードメタルシリーズ』
シリーズの一編「夜の豹」に登場。砂漠の海賊「ナイト・レオパルド」の使用車両として、砂中への潜伏機能を持つ架空の改良型が登場する。
『FUTURE WAR 198X年』
西ドイツ陸軍の戦車として初期型の2A 0型が登場。空軍基地に飛来したソ連特殊部隊を砲撃するほか、東西ドイツ国境での戦車戦でワルシャワ条約機構軍の機甲部隊を迎え撃つ。

### 小説
『完璧な涙』
未来の博物館に展示されている車両が登場。「銀妖子」と呼ばれる存在に操られ、戦車型の完全報復機械と交戦する。

### ゲーム
『Alliance of Valiant Arms』
護衛ミッションの護衛対象として登場する。車体上部にラインメタルMG3が1丁備え付けてあり、これを使って攻撃することができるが、主砲は使えない。
『DCS WORLD』
ドイツやノルウェー軍などがA6を使用。『DCS CA』にてプレイアブル車両となった。
『Sa・Ga2 秘宝伝説』
最高クラスの重火器として物語後半に購入可能。
『War Thunder』
2017年のエイプリルフールイベントにA5が登場した他
その後のアップデートで試作型であるLeopard 2Kと量産型であるA4がランクVI、A5、A6とPLがランクVIIに登場する。
ver.1.97にてスウェーデン陸軍にStrv.121、Strv.122が実装された。
『コール オブ デューティ モダン・ウォーフェア3』
ベルリンが舞台のステージで3両登場するが、ビルの倒壊に巻き込まれ、全滅してしまう。
『大戦略シリーズ』
ドイツもしくはD国の装備として登場する。
『戦闘国家シリーズ』
欧州の基本装備として組み込まれる。
『バトルフィールドシリーズ』
『BF2』
EUの戦車としてA6が登場する。何故か車載機銃にMG3ではなくM2重機関銃が搭載されている。
『Project Reality（BF2）』
ドイツ連邦軍とカナダ軍の主力戦車（MBT）としてA6が登場する。
装備はPERI-R17A2・EMES-15の2種の暗視装置、MZWA スモークモーター、A6 55口径120mm滑空砲（DM63 APFSDS弾・DM121 HEATMPT弾）、MG3A1 7.62mm同軸機銃、MG3A1 7.62mm重機関銃。
『BF2MC』
EUの主力戦車としてA5が登場する。『BF2』同様、何故かM2重機関銃が搭載されている。
『エースコンバットシリーズ』
『エースコンバット6 解放への戦火』
エメリア共和国陸軍の運用する主力戦車の車体として採用されている。ただし砲塔はチャレンジャー2のものが搭載されている。また、本来チャレンジャー2が搭載している砲はライフル砲だが、本作に登場する車両は滑腔砲を搭載している。
『エースコンバット7 スカイズ・アンノウン』
オーシア国防陸軍がM1エイブラムスと共に運用している。外見からA5以降の型であるのが分かる。